# Марк Антоний
Марк Анто́ний (лат. Marcus Antonius; родился, предположительно, 14 января 86, 83 или 82 года до н. э., Рим, Римская республика — погиб 1 августа 30 года до н. э., Александрия, Египет) — древнеримский политик и военачальник, участник второго триумвирата 43—33 годов до н. э., трижды консул 44 до н. э., 34 до н. э. и 31 до н. э. (в последний раз официально не вступил в должность).
Антоний происходил из древнего, но лишь недавно возвысившегося плебейского рода. В молодости он проводил время в кругу столичной «золотой молодёжи», чем изрядно подпортил свою репутацию. Завоевал славу талантливого военачальника, сражаясь под началом Габиния в Иудее и Египте, а позднее — под командованием Цезаря в Галльской и гражданской войнах. Марк стал одним из ближайших соратников Цезаря и быстро возвысился под его патронажем. Когда после убийства Цезаря его наследником был объявлен Гай Октавий (Октавиан), Антоний сперва попытался захватить власть в одиночку, а затем объединился с Октавианом и Лепидом, создав второй триумвират под предлогом борьбы с республиканцами — участниками заговора против Цезаря. Триумвиры устроили жестокие проскрипции, перебив богачей и своих личных врагов, причём именно Антонию приписывается инициатива казни известного оратора и философа Цицерона. После победы над республиканцами Брутом и Кассием в битве при Филиппах он стал управлять восточными провинциями.
На Востоке Антоний познакомился с египетской царицей Клеопатрой и влюбился в неё, и впоследствии их отношения стали источником множества романтических легенд. В середине 30-х годов до н. э. Антоний предпринял поход против усиливавшегося Парфянского государства, однако с большими потерями отступил. Когда срок полномочий триумвирата завершился, Антоний собрал свои войска в Греции для отражения нападения Октавиана, но оказался заперт в Амбракийском заливе. 2 сентября 31 года до н. э. Антоний и Клеопатра прорвали блокаду Октавиана в битве при Акции и вернулись в Египет, но потеряли большую часть флота и всякую надежду на победу. Марк покончил жизнь самоубийством в осаждённой Октавианом Александрии, а через несколько дней его примеру последовала и Клеопатра.
Старший сын Антония был убит Октавианом, хотя император помиловал других его детей. Благодаря удачно заключённым бракам двух дочерей, Марк Антоний — дед императора Клавдия, прадед императора Калигулы и прапрадед императора Нерона.

## Происхождение, молодость и начало карьеры

### Происхождение

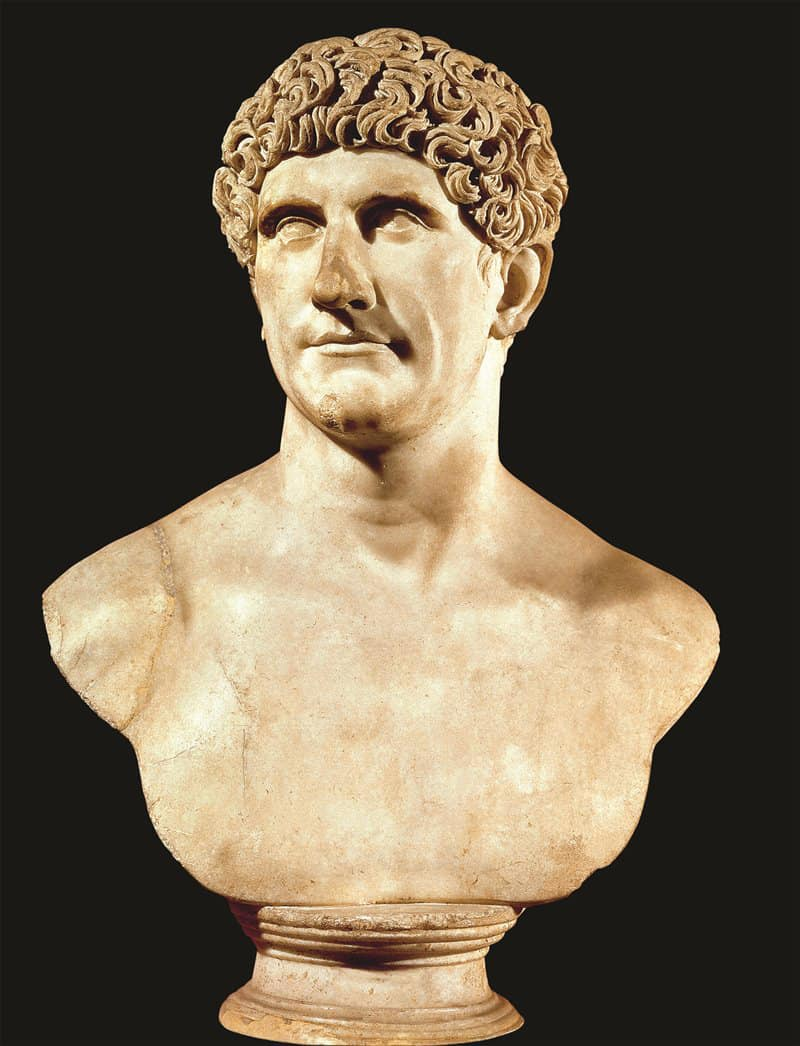
Бюст римлянина, который традиционно отождествляют с Марком Антонием. Конец I века н. э., Ватиканские музеи.

Марк Антоний происходил из известного в Риме семейства, принадлежавшего к узкой прослойке правящей элиты — нобилитета. Его отцом был Марк Антоний Кретик (то есть «Критский»), матерью — Юлия. Антонии были древним родом и имели, подобно большинству старых римских семейств, общую легенду о своём происхождении, возводя свой род к Антону, сыну Геракла. Представители рода Антониев занимали высокие должности в Римской республике ещё в V веке до н. э., а один из них участвовал в составлении знаменитых Законов двенадцати таблиц. В основном это были представители патрицианской ветви рода, а плебейская ветвь, к которой принадлежали и предки Марка, возвысилась значительно позднее. Лишь в 99 году до н. э. дед будущего триумвира Марк Антоний, прозванный «Оратором», впервые в семействе добился должности консула, а двумя годами спустя — должности цензора. В 87 году до н. э. его казнили по приказу Гая Мария, но его сыну удалось избежать преследования. Возможно, отцу будущего триумвира пришлось скрываться вместе с беременной женой Юлией. Как следствие, точное место рождения Антония неизвестно.
Мать Антония происходила из древнего патрицианского рода Юлиев и приходилась дальней родственницей Гаю Юлию Цезарю и будущему императору Октавиану. Впрочем, ветвь Юлиев Цезарей, к которой относилась мать Антония, не поддерживала тесных связей с родственниками Цезаря и Октавиана — сторонниками Гая Мария, — встав на сторону Луция Корнелия Суллы.

### Детство
Согласно наиболее распространённой версии, Марк Антоний родился в 83 году до н. э. (иногда предполагается, что он родился в 82 году до н. э.). Плутарх указывает на существование других источников, согласно которым полководцу к моменту смерти было 56 лет, а не 53 — соответственно, в этом случае рождение Антония должно относиться к 86 году до н. э. Существует предположение о рождении Марка 14 января.
У Антония было два младших брата — Луций и Гай. Подробности его детства и воспитания неизвестны — биограф Антония Плутарх ничего не сообщает об этих деталях. Как и многие отпрыски знатных семейств, он, по-видимому, получил хорошее домашнее образование: Цицерон замечает, что в молодости он считался «подающим надежды». Кроме того, Антоний всегда находился в великолепной физической форме, поэтому он наверняка преуспел в гимнастических упражнениях и военно-подготовительных тренировках — важном компоненте воспитания юных нобилей. Возможно, в юном возрасте Марк стал жрецом-луперком: обычно луперками становились юноши из знатных семейств, а впоследствии его участие на празднике Луперкалий достоверно засвидетельствовано.
Благодаря деду Марка род Антониев укрепил своё влияние. За услуги, которые Марк оказывал италикам и жителям римских провинций, они должны были расплачиваться поддержкой своих патронов — членов рода Антониев. Отец Марка добился должности претора в 74 году до н. э. и получил почти неограниченные полномочия для борьбы с пиратами, которые наносили серьёзный урон торговле в Средиземном море. Впрочем, ему не удалось воспользоваться переданной ему властью, и он запомнился лишь хищениями в провинциях и некомпетентностью в организации военных действий против пиратов. Умер он на острове Крит в 71 году до н. э.
Отец Марка оставил после себя огромные долги. Общая их сумма была так велика, что Антонии отказались от одного из оставленных Марком имений — вместе с землёй и домом полагались огромные долговые обязательства. Юлия вскоре вышла замуж во второй раз за Публия Корнелия Лентула Суру, консула 71 года до н. э. В следующем году после консулата цензоры исключили его из состава сената — по официальной формулировке, за распутство. Поскольку Цицерон впоследствии утверждал, что Антоний был банкротом ещё в детстве, то предполагается, что Лентул Сура не успел, не захотел или не смог выплатить все долги Марка Антония-старшего.

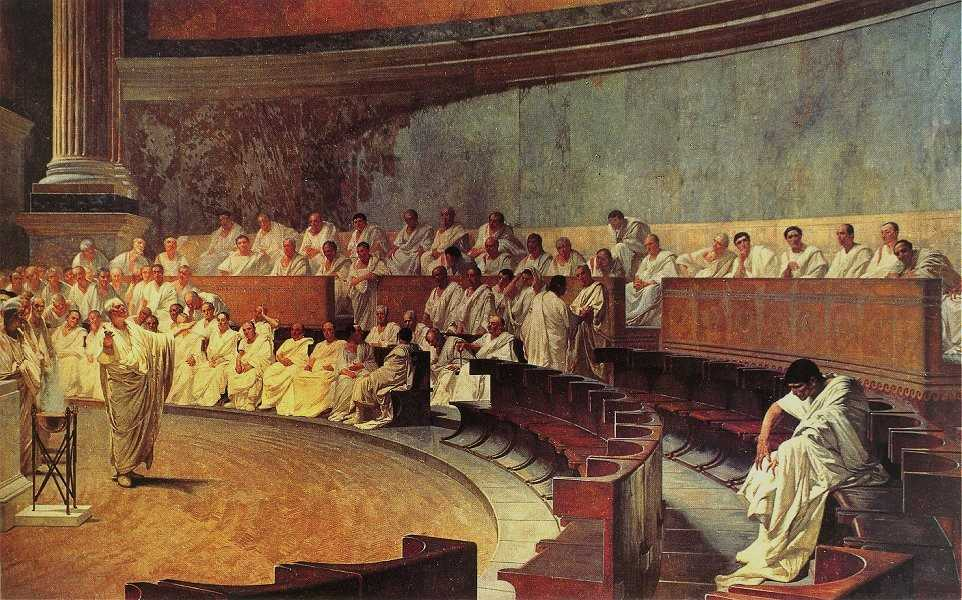
Чезаре Маккари. Цицерон разоблачает Катилину (1888)

В 63 году до н. э. Лентул Сура примкнул к заговору Катилины (в число важнейших требований Катилины входила отмена всех долгов — tabulae novae), но был разоблачён и казнён 5 декабря 63 года до н. э. Возможно, именно тогда была заложена основа для вражды Антония и Цицерона: тот приложил значительные усилия для раскрытия заговора и впоследствии всегда хвалился этим. Цезарь же, напротив, выступал за замену смертной казни, почти не применявшейся в Риме, пожизненным заключением, что в будущем могло содействовать сближению Антония с ним. В этом же году одним из двух консулов был Гай Антоний Гибрида, дядя Марка по отцовской линии. Его также подозревали в причастности к заговорщикам, но ему удалось избежать преследования. Впрочем, в 59 году до н. э. его всё же осудили за нарушения в годы наместничества в Македонии и приговорили к изгнанию — высшей мере наказания в мирное время за большинство преступлений. Дядя по материнской линии Луций Юлий Цезарь в это время примыкал к консерваторам-оптиматам. В частности, он выступал за казнь участников заговора Катилины, хотя Лентул Сура приходился ему зятем.

### Молодость
Юность Антония пришлась на сравнительно спокойное для Римской республики время. В это время крупные военные кампании велись очень далеко от столицы, и знатная молодёжь вместо военной службы проводила время в Риме. Молодые нобили стремились к свободе самовыражения: например, Цезарь очень легко подпоясывал тунику и носил рукава с бахромой. Антоний же отрастил бороду и, подражая своему мифическому предку Гераклу, «опоясывал тунику у самых бёдер, к поясу пристёгивал длинный меч и закутывался в тяжёлый военный плащ». Большое влияние на Антония имел Гай Скрибоний Курион, сын консула 76 года до н. э. По утверждению Плутарха, именно из-за Куриона Антоний пристрастился к выпивке, женщинам и непозволительно роскошному образу жизни. Эта сомнительная дружба впоследствии послужила источником для множества слухов и сплетен (см. раздел «Личная жизнь»). Цицерон утверждает, что Курион-старший под давлением сына и при посредничестве Марка Туллия выплатил часть долгов Марка Антония или поручился за него, но при этом запретил сыну видеться с ним.
В конце 60-х годов до н. э. Антоний близко сошёлся с известным демагогом Клодием, любимцем радикально настроенной городской бедноты. Впрочем, вскоре их пути разошлись. Цицерон считает причиной разрыва роман Марка с женой Клодия Фульвией.
Несмотря на благородное происхождение, уже в молодости репутация Антония была начисто подорвана, и родственники не смогли договориться о браке с девушкой из знатной семьи. В результате, первой женой Марка стала Фадия, дочь богатого вольноотпущенника (раба, получившего свободу) Квинта Фадия Галла. Впрочем, подробностей этого брака сохранилось очень мало — к 44 году до н. э. она наверняка умерла. Брак с дочерью вольноотпущенника считался мезальянсом, и чаще всего причиной для таких отношений были деньги.

### Служба под началом Габиния. Кампании в Иудее и Египте
Вмешательство Куриона и брак с Фадией не решили проблему долгов Антония. Впоследствии его упрекали в том, что он жил так, как будто не был банкротом. В частности, в театре он якобы занимал место в одном из четырнадцати рядов, отведённых для всадников по закону Росция. При этом Марк больше не соответствовал имущественному цензу сословия всадников и должен был сидеть в менее почётных рядах.
В 58 году до н. э. Антоний покинул Рим и отправился в Грецию. Среди причин внезапного путешествия называются давление кредиторов, ссора с возвысившимся Клодием из-за Фульвии и, в последнюю очередь, желание Марка улучшить своё ораторское мастерство — важный навык для успешной политической карьеры в Римской республике. Отчасти благодаря хорошему образованию в детстве, отчасти из-за «стажировки» в Греции Марк преуспел в публичных выступлениях, придерживаясь традиций азиатской (азианской) ораторской школы, представители которой ориентировались на пышный и изысканный стиль. Известно также, что Антоний злоупотреблял архаизмами в своих публичных выступлениях — в этом его впоследствии обвинял Октавиан.
В том же году Марк принял предложение консула Авла Габиния о службе под его началом в Сирии. После окончания консульства Габиний должен был отправиться туда в ранге проконсула, а Антонию он предложил стать командующим кавалерией в своих отрядах. По другой версии, новый наместник пригласил Антония, уже направляясь в свою провинцию через Грецию. Среди причин, побудивших Габиния взять с собой известного представителя «золотой молодёжи» без опыта руководства войсками, называются и связи двух родов в прошлом: отец Авла служил квестором под началом деда Марка в Киликии в 102 году до н. э. Первоначально Габиний предлагал Антонию младшую должность, но он потребовал более важное место префекта кавалерии (под командованием префекта кавалерии — praefectus equitum — находились один или несколько отрядов по 400—500 кавалеристов каждый).
Перед новым наместником Сирии, помимо обычного разбора дел в провинции, стояла также задача восстановить римское влияние в Иудее: сын свергнутого царя Аристобула II, содержавшегося в плену в Риме, Александр Яннай II собрал армию и попытался свергнуть римского ставленника Гиркана II. Во время штурма крепости Александрион (Сартаба), опоры мятежного принца, Антоний первым поднялся на стену, заслужив «муральную корону» (лат. corona muralis) — почётную воинскую награду. Марк участвовал и во взятии других важных крепостей мятежников — Махерона и Гиркании. Вскоре из Рима бежал сам Аристобул II. После прибытия в Иудею он поднял новое восстание. На этот раз Габиний поручил ведение войны трём своим подчинённым — Антонию, Сизенне (своему сыну) и Сервилию. Возле Александриона они разбили войска Аристобула и вернули его в Рим.
По-видимому, Габиний готовился напасть на Парфию и даже сконцентрировал свои войска возле Евфрата, когда к нему обратился изгнанный из Египта фараон Птолемей XII Авлет. В 59 году до н. э. он заплатил триумвирам и лично Цезарю огромную взятку за признание своей власти (тем самым Рим отказывался от претензий на владение Египтом по наверняка поддельному завещанию Птолемея XI) и за признание себя «другом и союзником римского народа». Впрочем, уже в 58 году до н. э. Птолемея свергли, и он попросил у Рима поддержку. Сенаторы отказали фараону, а жрецы обнаружили в священных Сивиллиных книгах фрагмент, который истолковали как запрет на поддержку Птолемея. После неудачи в Риме Птолемей обратился напрямую к Габинию, пообещав ему огромную взятку в 10 тысяч талантов за использование римской армии для своего восстановления на троне.
После некоторых раздумий Авл согласился, хотя и знал про изданный в Риме религиозный запрет. Кроме того, по закону наместник не мог покидать провинцию и вторгаться в другие земли без специального разрешения сената или народного собрания. Антоний последовал за наместником, хотя многие другие офицеры отказались ввязываться в нелегальное предприятие. Плутарх и вовсе считает, что именно Антоний склонил Габиния к египетской авантюре. Гиркан, благодарный Габинию за сохранение его власти, снабжал римские войска продовольствием и отправил вместе с ними контингент своих войск во главе с Антипатром Идумеянином.
Осенью 56 года до н. э. Габиний обвинил новые египетские власти в покровительстве пиратам и в подготовке мощного флота, создававшего угрозу римскому господству на море. Под этим предлогом он ввёл свои войска в Египет. Антонию поручалась важная задача по захвату Пелузия — стратегически важного пункта, через который лежал путь на Александрию. Кавалерия Марка быстро прошла через пустыни Синая и солёные заболоченные лагуны Суэцкого перешейка, после чего заняла Пелузий. Большую помощь во взятии города оказал Антипатр: он уговорил отряд еврейских наёмников на египетской службе открыть ворота римлянам. Прибывший в город с основными войсками Птолемей распорядился казнить местных жителей за то, что они признали новую царицу Беренику, но Марк заступился за них и уговорил царя отказаться от казней. Вскоре недалеко от Александрии состоялась битва Птолемея и Габиния против войск Береники. Исход этого сражения решил Антоний, который завёл римскую конницу в тыл египтянам и тем самым решил исход сражения.
После взятия Александрии Марк нашёл тело мужа Береники и царя-консорта Египта Архелая (они были знакомы и раньше), похоронив его с царскими почестями, чем заслужил уважение египтян. Александрийский историк Аппиан во II веке записал легенду, будто именно во время экспедиции Габиния Антоний впервые увидел дочь Птолемея Клеопатру и влюбился с первого взгляда. Вскоре Габиний вместе с Антонием покинул Египет, чтобы подавить новый мятеж в Иудее и отбить нападение набатейских арабов. Поскольку Птолемей не смог выплатить всю обещанную сумму взятки сразу, Антоний едва ли получил прибыль от египетской кампании.
В 54 году до н. э. срок наместничества Габиния в Сирии истекал, и он покинул провинцию. Наместник вернулся в Рим ночью, желая остаться незамеченным, а о триумфе за победы в Иудее и Египте не было и речи. В Риме против него выдвинули несколько обвинений (помимо нарушения законов и религиозного запрета, Авл разграбил вверенную ему провинцию). Покровитель Габиния Помпей защищал своего старого соратника, но в конце концов его осудили и изгнали. Антоний же суда избежал. Впрочем, многие сенаторы были настроены к нему недоброжелательно, и в конце 55 или начале 54 года до н. э. Марк по приглашению Цезаря отправился в Галлию. По-видимому, Антоний мог остаться в Сирии и принять участие в походе нового наместника провинции Марка Лициния Красса против Парфии, но с Крассом прибыло много опытных офицеров, и вряд ли он нуждался в молодом малоопытном Антонии.

## Возвышение при Цезаре

### Служба в Галлии

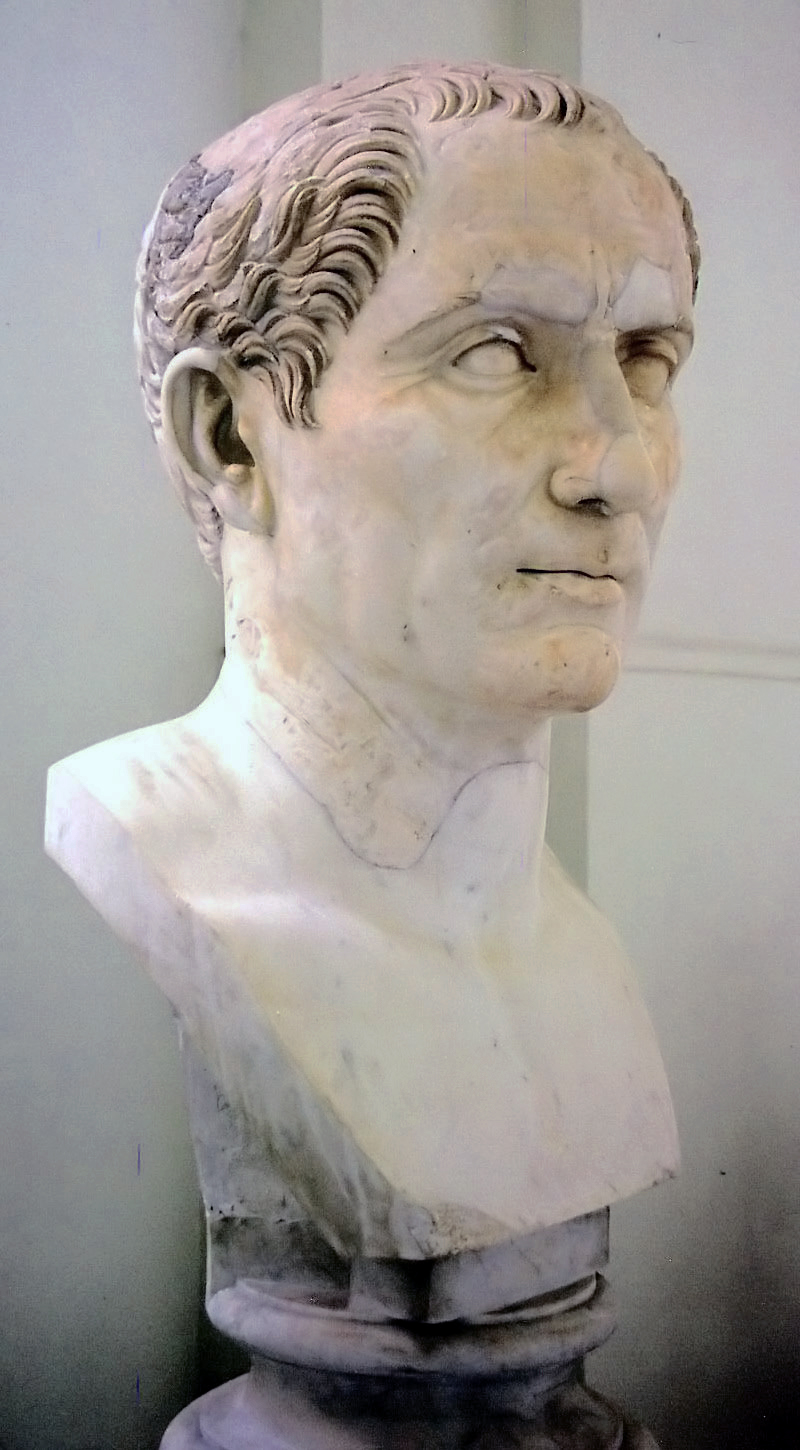
Гай Юлий Цезарь. Бюст, созданный приблизительно в правление Траяна (начало II века н. э.).

Осенью 54 года до н. э. Антоний прибыл к Гаю Юлию Цезарю в Галлию, который набирал молодых талантливых офицеров для завершения Галльской войны. Выбор в пользу Цезаря мог быть обусловлен жаждой лёгкой наживы: было хорошо известно, что Цезарь беззастенчиво грабит Галлию. Известны лишь редкие подробности службы под началом Цезаря, поскольку основной источник о Галльской войне — «Записки» самого Гая — крайне редко упоминают заслуги легатов и прочих офицеров полководца. По-видимому, сначала Антоний был легатом, трибуном легиона или же префектом кавалерии, как и у Габиния.
В 53 году до н. э. Цезарь отпустил Антония в Рим для участия в выборах квесторов, сопроводив рекомендательным письмом к Цицерону — старому недругу Антония. Впрочем, поддержка Цицерона наверняка сводилась к отсутствию препятствий к избранию на эту младшую должность. Поскольку выборы задержались, Антоний находился в Риме и в январе 52 года до н. э., когда раб демагога Милона убил Клодия. Хотя, по утверждению Цицерона, чуть ранее Антоний и сам пытался убить Клодия, Марк выступил в поддержку Клодия, произнеся двухчасовую речь, в которой требовал осуждения Милона. После выборов квесторов их традиционно распределяли для различных поручений по жребию, но Антоний не стал дожидаться случайного назначения. Вместо этого он отправился к Цезарю, который столкнулся с всеобщим восстанием галлов под руководством Верцингеторига. Тем не менее, ему пришлось задержаться в столице: суд над Милоном, в котором принял участие Антоний, состоялся в апреле. По версии Ежи Линдерского, из-за участия в деле Клодия Марк отказался от участия в выборах квесторов 52 года до н. э., но дождался выборов магистратов следующего года и, таким образом, стал квестором в 51 году до н. э.
Неизвестно, когда Марк присоединился к армии своего полководца. Цезарь упоминает Антония в битве под Алезией в должности легата: Марк вместе с Гаем Требонием руководил римскими резервами при первом нападении галлов. Зимой 52—51 годов до н. э. Цезарь оставил Антония комендантом своего зимнего лагеря. Вскоре Марк, командовавший XII-м легионом, вместе с Цезарем принял участие в последних карательных операциях против недовольных римским владычеством галлов. После операций в Белгике Цезарь приказал Антонию оставаться в области племени белловаков и не допускать нового восстания. Зимой 51—50 годов до н. э. Антоний вместе с Гаем Требонием и Публием Ватинием был комендантом зимнего лагеря в Белгике, где находилось четыре легиона. Зимой Антоний направил своего человека для убийства Коммия — вождя племени атребатов, изменившего Цезарю. Впрочем, Коммию удалось выжить, но он направил послов к Антонию с просьбой о пощаде в обмен на подчинение. Марк ответил согласием.

### В преддверии гражданской войны
В 50 году до н. э. Антоний, возможно, был посредником в привлечении на сторону Цезаря своего старого друга Куриона, хотя решающую роль в смене его политической позиции сыграла огромная взятка от Юлия. В этом же году Марк (по-видимому, по поручению Цезаря) выставил свою кандидатуру на две должности — плебейского (народного) трибуна на следующий год и авгура. Избрание на последнюю должность означало пожизненное членство в жреческой коллегии. Авгуры имели полномочия для трактовки гаданий и небесных знамений и пользовались определённым влиянием в политике. Единственное место освободилось из-за смерти Квинта Гортензия Гортала. Другим кандидатом был Луций Домиций Агенобарб, известный политик и один из самых решительных оппонентов Цезаря. Это обусловило активную поддержку Антония Цезарем: полководец решил объехать Цизальпийскую Галлию с призывом жителей этой провинции (среди них было немало римских граждан, которые могли голосовать) голосовать за Марка на обоих выборах. Впрочем, народ поддержал Марка на выборах авгура ещё до того, как Цезарь начал свою агитацию, поэтому Гай начал сразу призывать их голосовать за своих кандидатов на выборах в трибуны, преторы и консулы. Конкуренция на выборах трибунов была меньшей, и Антония избрали без проблем. Ещё одним трибуном был избран цезарианец Квинт Кассий Лонгин, а брата Марка Луция избрали в квесторы. Поскольку на выборах консулов цезарианец Сервий Сульпиций Гальба проиграл, на Марка Антония легла значительная часть ответственности по отстаиванию интересов Гая в столице.
Вскоре после вступления в должность 10 декабря 50 года до н. э. Антонию пришлось столкнуться с очередными попытками ряда сенаторов отстранить Цезаря от командования. Антоний и Кассий наложили вето на требование сената сложить оружие, адресованное Цезарю, и на попытку объявления его врагом государства. 20 декабря Антоний выступил на народной сходке (contio), произнеся речь, направленную против Помпея; основные тезисы его выступления записал Цицерон. 1 января 49 года до н. э. Курион доставил в Рим письмо Цезаря с предложением о мире на условии взаимных уступок. Сперва противники Цезаря блокировали оглашение письма на заседании сената, и Антонию вместе с Кассием пришлось добиваться его прочтения. Официального ответа не последовало. В последующие дни Антоний вёл переговоры о гарантиях неприкосновенности Цезаря до следующего консульства от его имени, но все его предложения неизменно отклонялись. 7 января сенат добился принятия чрезвычайного закона (senatus consultum ultimum), причём попытки трибунов наложить вето не удались: им угрожали расправой, хотя Цезарь утверждал, что на трибунов напали. В первую ночь после принятия чрезвычайного закона Антоний и Кассий, переодевшись рабами, бежали из столицы в лагерь Цезаря на северном берегу реки Рубикон. Угроза священной неприкосновенности народных трибунов послужила для Цезаря предлогом для вторжения в Италию.

### Гражданская война 49—45 годов до н. э.

#### Начало гражданской войны. Кампания в Греции (49—48 годы до н. э.)

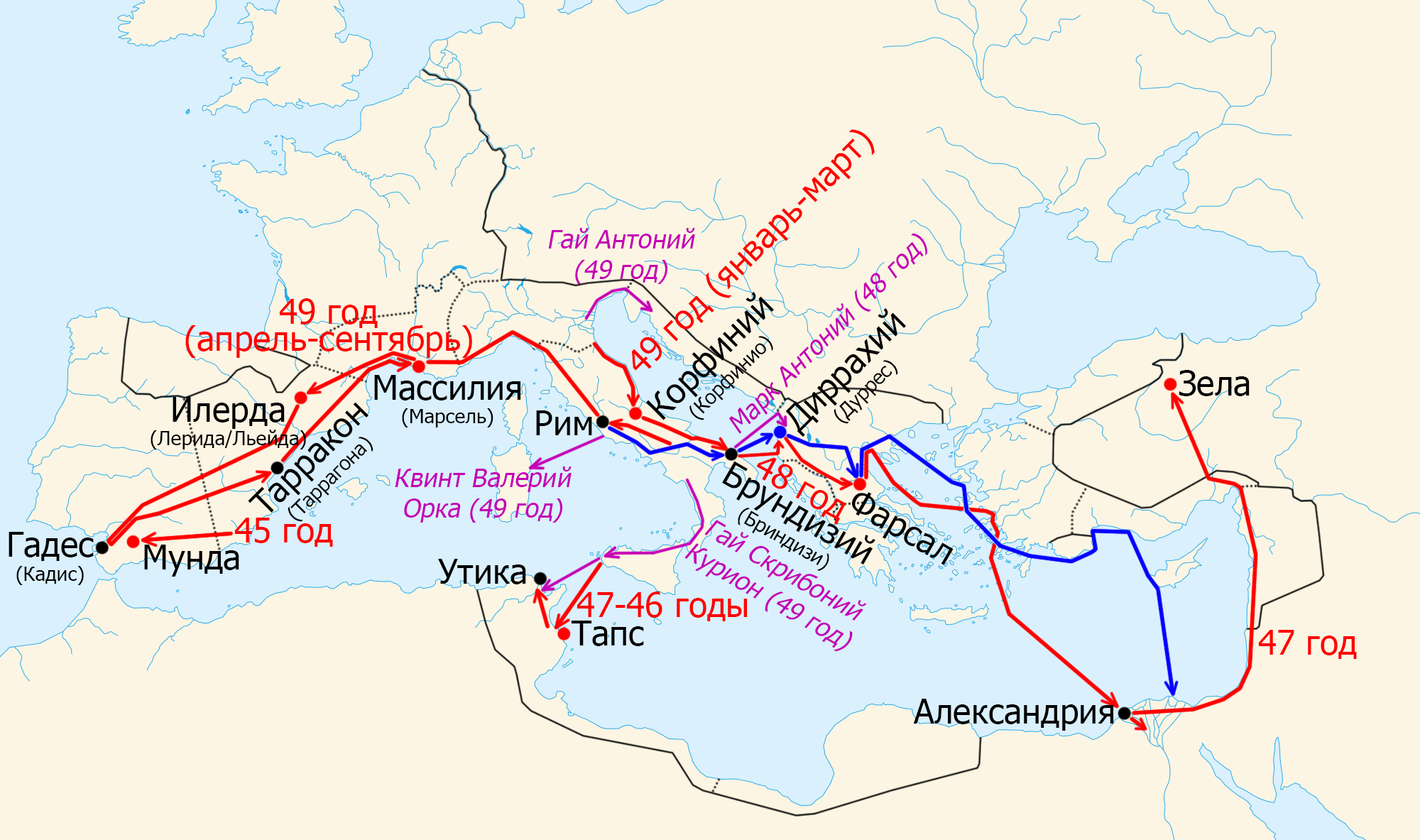
Военные действия гражданской войны 49—45 годов до н. э. Тонкой чёрной линией показаны границы Римской республики, пунктиром — границы провинций
↗ — действия Цезаря;
↗ — действия соратников Цезаря;
↗ — действия Помпея;
Победы Цезаря и взятые им города
Победы Помпея
Крупные города

Хотя народные трибуны традиционно не могли командовать войсками, Цезарь остро нуждался в преданных офицерах и наделил Антония полномочиями пропретора. Гай поручил ему руководство пятью когортами и приказал захватить Арреций (современный Ареццо) — город на стратегически важной Кассиевой дороге, что Марк успешно осуществил. Поручение наверняка было выполнено в тот же день, хотя Цезарь в «Записках» и утверждает, что перед возобновлением наступления он провёл неудачные переговоры с Помпеем. Сам Юлий двигался по Фламиниевой дороге, но после провала мирных переговоров (по другой версии, отряды Цезаря начали занимать Пиценскую область ещё во время мирных переговоров) и получения известий о перемещениях лояльных Помпею войск на юго-восток последовал за ними, обойдя Рим стороной. Антоний маневрировал вместе с Цезарем. В феврале при осаде Корфиния (современный Корфинио) Цезарь узнал о готовности гарнизона города Сульмон (современная Сульмона) сдаться и направил туда пять когорт под руководством Марка Антония.
После отплытия Помпея из Брундизия (современный Бриндизи) в Грецию Антоний вернулся к исполнению обязанностей народного трибуна. Народное собрание, созванное Антонием и Лонгином, утвердило восстановление в правах для детей проскрибированных при Сулле, а также амнистировало всех осуждённых по законам Помпея 52 года до н. э. (по другой версии, права детей проскрибированных при Сулле вернул сам Цезарь, но произошло это уже в конце года). По-видимому, на этой же сессии за жителями Циспаданской Галлии (северной части Цизальпийской Галлии, за рекой Пад (По) — лат. Padus) было закреплено полное римское гражданство, поскольку ранее они пользовались ограниченным латинским правом. Антоний и Кассий также созвали сессию сената за пределами Рима, чтобы Цезарь смог участвовать в ней, не слагая полномочий проконсула, дававших ему законную власть над войсками.
Отправляясь в Испанию, Цезарь передал Антонию управление Италией и всеми войсками в ней, однако столицей должен был управлять претор Марк Эмилий Лепид. В задачи трибуна-пропретора входила организация снабжения столицы хлебом, решение текущих экономических вопросов, сбор флота и поддержание порядка. К моменту возвращения Цезаря в Италию Марку удалось сохранить хрупкий мир на полуострове, не допустить восстания помпеянцев и подготовить флот, достаточный для прорыва морской блокады и переправы через Ионическое море. Впрочем, степень его участия в решении этих вопросов неизвестна: Плутарх полагает, что Марк энергично занимался возложенными на себя обязанностями, Цицерон же утверждает, что он проводил время с шутами и любовницей Волумнией. Вместе с Лепидом Антоний должен был организовать выборы магистратов на будущий год для придания Цезарю легитимности (Гай надеялся получить должность консула). Им не удалось провести их без консулов, которые уплыли вместе с Помпеем, и Лепид при поддержке Антония организовал назначение Цезаря диктатором специально для организации выборов. Избрание человека на чрезвычайную должность диктатора практиковалось нередко в ранней истории Рима, но назначение его претором было, по-видимому, беспрецедентным. Помимо решения государственных вопросов, Антоний использовал свою власть и для обогащения: он занял тускуланскую виллу Помпея и другие имения бежавших из Италии помпеянцев. Позднее, в 47 году до н. э., Цезарь написал ему из Александрии с требованием вернуть виллу Марка Теренция Варрона законному владельцу. Из-за неоднозначных действий Антония некоторые прежде нейтральные сенаторы покинули Италию. Марк безуспешно пытался заручиться поддержкой влиятельного Цицерона, но и тот всё же сбежал к Помпею.
В январе 48 года до н. э. Цезарь переправился из Брундизия в Грецию с частью войск, поручив Антонию переплыть Ионическое море при первой же возможности с оставшимися отрядами. Помпеянцы попытались пресечь новую переправу и направили помпеянца Луция Скрибония Либона в окрестности Брундизия. Располагая лишь двумя триремами (средними кораблями с тремя рядами вёсел) и небольшими лодками, Антоний сумел отогнать от побережья пять квадрирем (больших кораблей с четырьмя рядами вёсел) Либона и захватить один из его кораблей. 10 апреля Антоний и Квинт Фуфий Кален, преодолев с основными силами блокаду помпеянцев, высадились возле города Лисс (современная Лежа). С ними прибыли важные для Цезаря подкрепления — три легиона ветеранов, один легион новобранцев и около 800 всадников. И Цезарь, и Помпей пытались добраться до Антония первыми, но местные жители предупредили Марка о приближении Гнея Помпея. Вскоре Антоний успешно объединился с Цезарем, который теперь располагал примерно равными силами с Помпеем. Во время манёвров под Диррахием Антоний действовал на одном из южных участков укреплений, командуя IX-м легионом, а о его участии в основном сражении ничего не известно. В победной для Цезаря битве при Фарсале Антоний командовал левым флангом армии Цезаря; ему противостоял Луций Афраний. Исход сражения, впрочем, решился на правом фланге без участия Марка. Вскоре после сражения Антоний вернулся в Рим.

#### Управление Италией. Опала (48—45 годы до н. э.)
В столице Марк вместе с консулом Публием Сервилием Ватией Исавриком добился повторного назначения Цезаря на чрезвычайную должность диктатора. На этот раз, однако, назначение изначально не было техническим: Цезарю требовалось сохранить легальную власть над войсками в 47 году до н. э. Для этого диктатора назначили не на традиционные 6 месяцев, а на один год. После получения известий об успешном наделении новыми полномочиями Цезарь назначил своим заместителем — начальником конницы (magister equitum) — Марка Антония (впрочем, Элеанор Хьюзар полагает, что Антоний получил должность по тому же декрету, что и Цезарь). Известно, что к декабрю Антоний уже вступил в новую должность. В истекающем году его полномочия как заместителя диктатора были меньше, чем у консулов и преторов. Впрочем, Цезарь — второй действующий консул — так и не появился на выборах магистратов на следующий год, и в срок сумели избрать только младших магистратов — трибунов и эдилов. Поэтому власть Марка над Римом и Италией была фактически полной вплоть до возвращения Гая из Египта.
С переменным успехом Антоний привлекал на сторону Цезаря нейтральных и колеблющихся сенаторов, но в целом его политика оценивается как недальновидная, а Цицерон в своих письмах жаловался на вызывающе экстравагантный образ жизни в столь тяжёлое время. Его также обвиняли в жёстких методах управления, новых экспроприациях и в проведении законов в корыстных целях. Окончательно Марк скомпрометировал себя решением долгового вопроса. Кредиторы требовали у должников погашения займов, а последние не могли их выплатить. Когда народный трибун Публий Корнелий Долабелла поднял вопрос о полной кассации долгов (tabulae novae), включая задолженности за аренду жилья в инсулах, Антоний поддержал его. Оппонентом Долабеллы был Луций Требеллий, выдвигавший умеренные предложения (возможно, его поддерживал Гай Азиний Поллион). Впрочем, решительно против предложений Долабеллы выступили римские богачи. Вскоре выяснилось, что Долабелла соблазнил Антонию, жену Марка, что вызвало разлад между ними. Наконец, сторонники противоборствующих трибунов вооружились и начали вести уличные бои. Для подавления беспорядков сенат разрешил Антонию ввести войска в столицу, но тот использовал солдат для тайной поддержки Требеллия.
«Среди самых влиятельных его приближённых были и мим Сергий, и возлюбленная Антония — бабёнка из той же труппы, по имени Киферида. <…> Взор римлян оскорбляли и золотые чаши, которые торжественно несли за ним, словно в священном шествии, и раскинутые при дороге шатры, и роскошные завтраки у реки или на опушке рощи, и запряжённые в колесницу львы, и дома достойных людей, отведённые под квартиры потаскухам и арфисткам. И все возмущались и негодовали, что тем временем как сам Цезарь, за пределами Италии, ночует под открытым небом и ценою огромных трудов и опасностей гасит последние искры войны, в это самое время другие, пользуясь властью, которою их облёк Цезарь, утопают в роскоши и глумятся над согражданами»
Поскольку о Цезаре долгое время не было никаких вестей (он задержался в Египте из-за романа с Клеопатрой), появились слухи о его смерти. Не имея достоверной информации о состоянии здоровья полководца, расквартированные в Кампании легионеры потребовали роспуска (некоторые из них находились на военной службе ещё с начала Галльской войны в 58 году до н. э.) и выплаты обещанных вознаграждений. Марк был вынужден покинуть столицу, оставив своего дядю Луция Юлия Цезаря, перешедшего на сторону диктатора, префектом города (praefectus urbi). Антонию не удалось убедить солдат прекратить бунт, но положение в Риме потребовало его срочного присутствия. Когда Антоний покинул столицу, сторонники враждующих трибунов попытались воспользоваться его отсутствием (с Луцием Цезарем никто из них не считался) и усилили свои вооружённые отряды на улицах. Сенат принял чрезвычайный закон, которым призвал Антония восстановить порядок. После введения в город новых войск Долабелла объявил о намерении провести свои законопроекты и забаррикадировался со своими сторонниками на Форуме. Рано утром солдаты Антония ворвались на Форум, сорвав принятие законов и убив около 800 человек. Антоний также приказал казнить других сторонников Долабеллы, сбросив их с Тарпейской скалы (сам трибун пользовался тем же правом неприкосновенности, что и Антоний в начале 49 года до н. э. и остался в живых).
В октябре 47 года до н. э. Цезарь вернулся в Рим, получив известия о беспорядках, и сперва привёл взбунтовавшихся солдат к порядку энергичной речью. Кроме того, он неожиданно для многих помиловал популярного среди городской бедноты Долабеллу и отчитал Антония. Цезарь обязал своего заместителя заплатить за все конфискованные имения и не позволил избраться в консулы на следующий год. Марк был крайне недоволен решениями диктатора: ходили слухи, будто за попыткой покушения на Цезаря, состоявшейся в это время, стоял именно Антоний. По-видимому, Антоний не участвовал в кампаниях в Африке и Испании из-за охлаждения отношений с Цезарем. Единственное событие в его биографии, относящееся к этому времени — свадьба с Фульвией, давней любовницей Антония и бывшей женой Клодия и Куриона.

#### Примирение с Цезарем (45—44 годы до н. э.)
К началу 45 года до н. э. Цезарь помирился с Антонием, и Марк встречал диктатора в Нарбоне во время его возвращения из последней кампании в Испании. В 44 году до н. э. Марк Антоний стал консулом, его брат Гай по рекомендации Цезаря был избран претором, а Луций — народным трибуном. Вероятно, к этому времени соратники Цезаря начали соревноваться друг с другом, чтобы бездетный диктатор признал их своими наследниками. Как полагает Ричард Биллоуз, Антоний имел хорошие шансы считать именно себя наиболее вероятным наследником диктатора (Цезарь по-прежнему не имел законных детей), поскольку он был не только близким соратником Гая, но и родственником по материнской линии. Источники сообщают о крайнем удивлении и раздражении Марка, когда после убийства Цезаря вскрыли его завещание. Согласно этому документу, составленному ещё в сентябре 45 года до н. э., главным наследником стал другой отпрыск семейства Юлиев — Гай Октавий.
Хотя Цезарь публично продемонстрировал своё расположение к Антонию, их отношения омрачало честолюбие Антония. Известно, что когда Цезарь готовился к походу в Парфию, который предполагал длительное отсутствие диктатора в Риме, он предложил, чтобы его место консула занял Публий Корнелий Долабелла, враждовавший с Антонием. Марк был вторым консулом 44 года до н. э. и решительно воспротивился этому предложению. Он надеялся, что после отъезда Цезаря именно он будет управлять Римом и Италией как консул без коллеги (sine collega), чья власть из-за отсутствия коллегиальности была близка к диктаторской. Цезарь попытался удовлетворить амбиции Антония, предоставив ему в качестве проконсульской провинции Македонию, где вторжения варваров предоставляли возможность для реализации полководческих талантов и позволяли претендовать на триумф. Добиваясь ещё большего расположения диктатора, Марк начал предлагать в сенате и народном собрании новые почести в честь Цезаря, включая меры по его прижизненной сакрализации. Согласно одному из этих законов, Антоний был назначен жрецом обожествлённого Цезаря, хотя он, по-видимому, так и не успел вступить в должность до его убийства. В качестве ответной любезности Цезарь, пополняя сословие патрициев представителями известных плебейских родов, включил в их число и семейство Антониев.
15 февраля 44 года до н. э. Антоний участвовал в праздновании Луперкалий. Во время этого праздника он вместе со своими сторонниками возложил на голову Цезаря, сидевшего на возвышении в людном месте, царскую диадему. Диктатор несколько раз отказывался, приказав в конце концов отнести диадему в Храм Юпитера. Как сообщает Плутарх, зрители очень сдержанно поддерживали действия Марка и недвусмысленно выражали своё одобрение отказа диктатора. Существует предположение, что возложение царской диадемы было не инициативой Марка, а поручением самого Цезаря с целью узнать общественное мнение по этому деликатному вопросу. Эпизод на празднике Луперкалий ускорил формирование заговора вокруг Марка Юния Брута и Гая Кассия Лонгина с целью убийства диктатора — для заговорщиков было очевидно, что Цезарь готовит народ к возвращению царской власти.

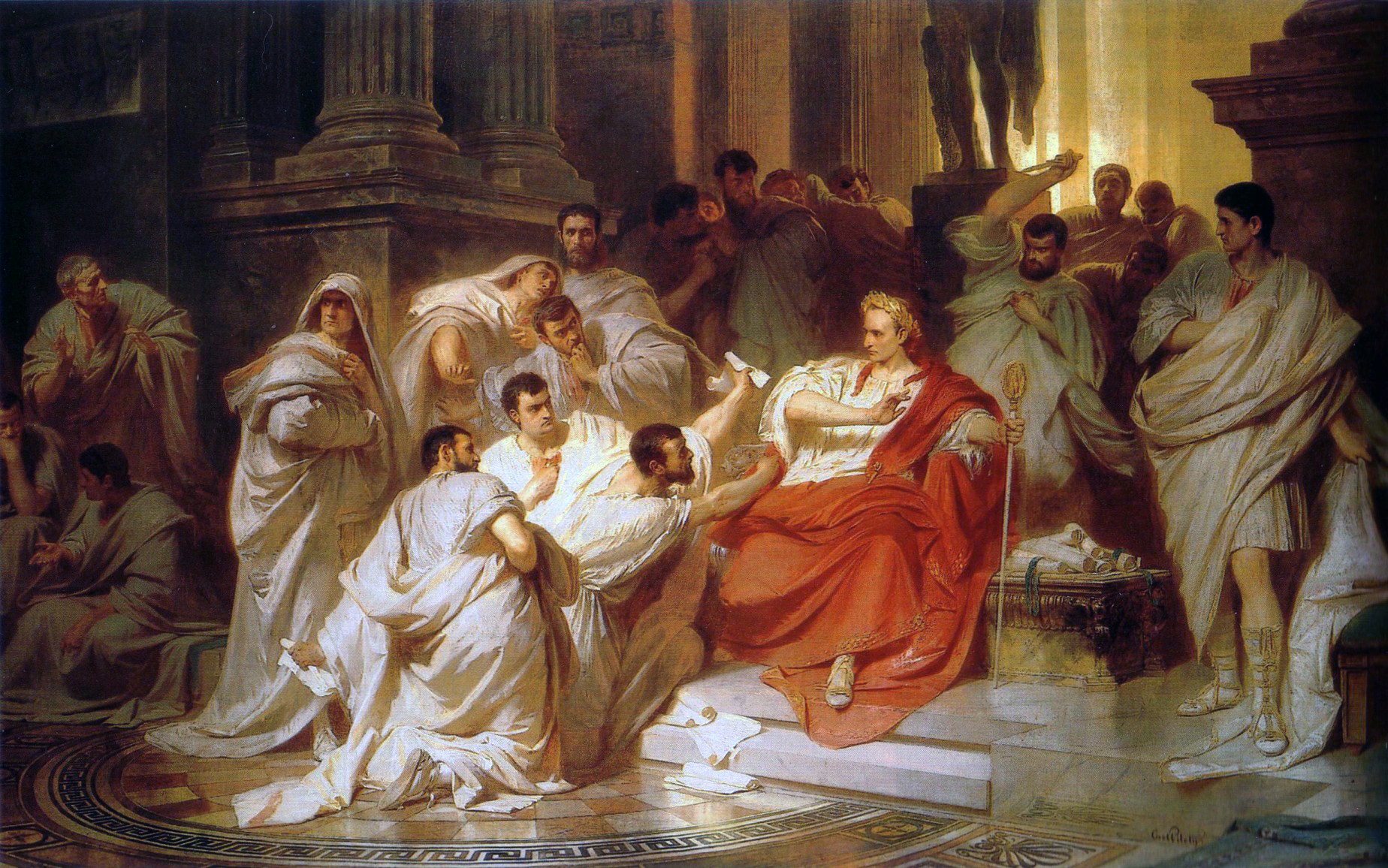
Карл Теодор Пилоти. Убийство Цезаря (1865). Кимвр стягивает с шеи Цезаря тогу, а Каска за спиной замахивается кинжалом.

Поскольку Антоний считался одним из самых близких и влиятельных соратников Цезаря, заговорщики всерьёз рассматривали возможность его убийства вместе с Гаем. Как сообщает Плутарх, большая часть конспираторов склонялась к убийству Антония, но под давлением Брута его решили оставить в живых. По версии греческого историка, Брут надеялся, что из-за честолюбия Антоний поддержит их действия. Некоторые источники сообщают, будто Антоний знал о готовящемся заговоре, но по каким-то причинам не сообщил о нём Цезарю. На заседании 15 марта вместе с диктатором должен был присутствовать и Антоний, однако его преднамеренно задержали, чтобы он не помешал осуществить задуманное (по разным версиям, это сделал либо Гай Требоний, либо Децим Юний Брут Альбин).

## Карьера после убийства Цезаря. Основание второго триумвирата

### Антоний в 44 году до н. э.

#### Первые дни после мартовских ид
Сразу же после убийства Цезаря Антоний, так и не попавший на заседание, бежал в свой дом и укрепился в нём. Поскольку заговорщики ожидали, что гибель диктатора повлечёт всеобщее ликование из-за самого факта освобождения от тирании, они воздержались от активных действий. Сразу же после убийства Цезаря они заняли Капитолийский холм в центре Рима. В это же время цезарианцы разбирались в сложившейся ситуации. Войсками, охранявшими город, командовал Марк Эмилий Лепид, и он склонялся к немедленной поимке и казни заговорщиков. Однако он разыскал Антония и спросил у него совета о дальнейших действиях. Консул отговорил Лепида от немедленного возмездия и добился согласия на свою поддержку, пообещав взамен выхлопотать для него должность великого понтифика (после гибели Цезаря она стала вакантной), а свою дочь Антонию выдать за сына Лепида. Той же ночью Антоний посетил дом Цезаря и при поддержке жены диктатора Кальпурнии завладел всей перепиской Цезаря, включая секретную, и 700-ми миллионами сестерциев казённых средств. На следующий день Антоний и заговорщики начали переговоры с влиятельными римлянами в поисках их поддержки; Марк также связался с Децимом Брутом, одним из участников заговора. 17 марта Антоний созвал заседание сената в храме Теллус, неподалёку от дома Антония, подготовленного для отступления в случае начала беспорядков. Участники заговора в нём не участвовали. 

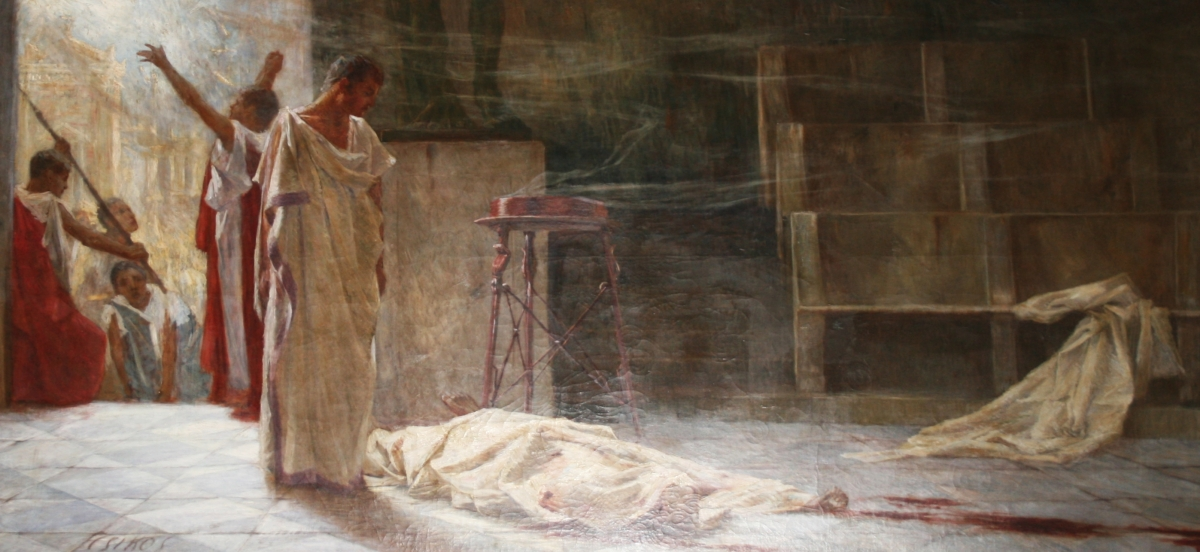
Бела Чикош-Сесия. Марк Антоний над телом Цезаря (ок. 1920).

Сенаторам предстояло сделать сложный выбор — либо они признавали заговорщиков тираноубийцами, а Цезаря, соответственно, тираном, либо осуждали убийство и начинали судебное преследование заговорщиков. Однако сенат избрал компромиссный вариант. Неясно, кто повлиял на итоговое решение сената в наибольшей степени. По сообщению Плутарха, сенат склонялся к осуждению убийц Цезаря. Впрочем, после речи Цицерона, напомнившего об аналогичной ситуации в конце Пелопоннесской войны в Афинах: тогда убийц Тридцати тиранов избавили от ответственности, предав всё произошедшее забвению (др.-греч. ἀμνηστία [амнэсти́я] — забвение). Под влиянием Цицерона сенат принял предложение об амнистии заговорщиков. Немалую роль сыграл и Антоний, осведомлённый о республиканских настроениях в сенате и потому избравший осторожную тактику. Наиболее важной его заслугой стало решение сенаторов не отменять законы диктатора: когда был поднят этот вопрос, Антоний напомнил, что многие присутствующие на заседании обязаны своими местами в сенате двум пополнениям этого органа Цезарем. Незадолго до гибели диктатор также утвердил списки магистратов на следующий год. Отмена этого указа повлекла бы настоящие выборы, а с учётом прохладного отношения римлян к убийству диктатора их итог был бы неблагоприятным для республиканцев. Последние, впрочем, не слишком стремились к забвению законов Цезаря: диктатор планировал назначить нескольких заговорщиков или сочувствовавших им сенаторов на высокие должности, а другим — передать провинции для управления. По предложению Цицерона, помимо признания всех распоряжений Цезаря действительными, следовало провести все законы, которые он намеревался принять (впоследствии Антоний извлёк огромную выгоду из этого решения, поскольку вся переписка диктатора и проекты законов оказались в его руках). Судьба заговорщиков осталась нерешённой: предложение о чествовании заговорщиков не удалось принять. Таким образом, сенат ни приветствовал, ни осудил убийство диктатора: оба предложения не были поддержаны большинством голосов. Антоний пошёл на значительную уступку, согласившись на назначение своего старого противника Долабеллы консулом-суффектом вместо Цезаря. Ему удалось завоевать расположение республиканцев внесением предложения о запрете должности диктатора навечно, хотя у него был свой интерес в отмене этой чрезвычайной магистратуры: после принятия этого закона Лепид, остававшийся начальником конницы (заместителем диктатора) при Цезаре с достаточно широкими полномочиями, терял остатки власти и самостоятельности. Поскольку новый консул Долабелла не рассматривался как сильный политик, Антоний отныне претендовал на лидерство в лагере цезарианцев.
Сразу же после заседания Антоний и Лепид передали заговорщикам своих детей в качестве заложников и начали переговоры с ними. Сперва стороны ограничились показными проявлениями взаимного расположения — рукопожатиями и совместными обедами (Антоний отобедал с Кассием Лонгином, Лепид с Брутом). Обсуждение важного вопроса о характере похорон Цезаря состоялось на заседании 18 марта. Заговорщики предлагали сбросить тело диктатора в Тибр, но тесть диктатора Кальпурний Пизон предложил организовать похороны с государственными почестями и публично зачитать завещание диктатора, и сенат поддержал это предложение (по версии Плутарха, инициатива исходила от Антония). При этом среди заговорщиков также наметился раскол: Брут в конце концов уступил доводам цезарианцев. Чуть ранее сенат окончательно утвердил распределение провинций, причём в числе получателей были и заговорщики. Консулов же обошли, и потому Македония досталась не Антонию, а Марку Бруту (впрочем, Плутарх утверждает, что Бруту достался Крит). Перед похоронами, на которых планировалось распечатать и публично огласить завещание Цезаря, его сначала вскрыли в доме Антония по его настоянию (по другой версии, инициатором досрочного вскрытия завещания был Луций Кальпурний Пизон). Неожиданно для всех главным наследником Цезаря оказался Гай Октавий.
«Видя, что народ до крайности взволнован и увлечён его словами, он [Антоний] к похвалам примешал горестные возгласы, выражал негодование происшедшим, а под конец, потрясая одеждой Цезаря, залитою кровью и изодранной мечами, назвал тех, кто это сделал, душегубами и подлыми убийцами. Народ пришёл в такую ярость, что, сложивши костёр из скамей и столов, сжёг тело Цезаря тут же, на форуме, а потом, с пылающими головнями, ринулся к домам заговорщиков и пытался в них ворваться»
Похороны Цезаря состоялись 19 или 20 марта. Поскольку у диктатора не осталось близких родственников в Риме (Гай Октавий находился в Греции), Марк Брут как городской претор позволил произнести надгробную речь Антонию. Хотя заговорщики и цезарианцы создали видимость примирения, Антоний произнёс пламенную речь, призывавшую наказать убийц Цезаря. Для разгорячения толпы он продемонстрировал окровавленную тогу диктатора. После речи Антония порядок церемонии оказался нарушен: люди собрали деревянные вещи из окрестных лавок и устроили погребальный костёр прямо на Форуме, а затем бросились искать заговорщиков. Плутарх замечает, что инициаторы непредусмотренного сенатом сожжения трупа в центре города с использованием скамеек и столов торговцев ориентировались на пример демагога Клодия, убитого и похороненного таким же образом в 52 году до н. э. Впрочем, Рональд Сайм полагает, что свидетельства о провокационных заявлениях Антония на похоронах сильно преувеличены: по мнению британского историка, Антонию было невыгодно обострение отношений с заговорщиками из-за его нестабильного положения.
На похоронах Цезаря заговорщики, по-видимому, не присутствовали, а предварительно тщательно укрепили свои дома. Вскоре после похорон они бежали из города — сперва в Анций (современный Анцио), а летом они направились в назначенные себе провинции. Впрочем, распределение провинций согласно указам Цезаря оставалось спорным вопросом. Антоний стремился отозвать из Македонии (первоначально планировалось, что он получит именно это римское владение) несколько боеспособных легионов, но при этом надеялся заполучить и ближайшую к Риму провинцию — Цизальпийскую Галлию, из которой можно было оказывать огромное влияние на политику в столице.

#### Апрель и май: мятеж Лже-Мария, законы Антония и прибытие Октавия
В конце марта или начале апреля в Риме объявился Гай Амаций (по сообщению Валерия Максима, это был врач-окулист с настоящим именем Герофил), выдававший себя за внука полководца Гая Мария и, соответственно, близкого родственника Цезаря. Амаций подстрекал римлян к немедленному отмщению Бруту и Кассию, благодаря чему собрал вокруг себя немало ветеранов Цезаря и городских бедняков. Впрочем, Антоний воспользовался властью консула и арестовал Лже-Мария, а затем без суда казнил его. Вскоре он разогнал и сторонников Амация, убив при этом многих из них. После инцидента с Амацием сенат разрешил Марку набрать для личной охраны ветеранов Цезаря, но он собрал целых 6 тысяч самых опытных и преданных себе солдат, в основном центурионов.
В течение весны Антоний провёл несколько законов, проекты которых якобы находились среди бумаг Цезаря. Во-первых, это был закон об апелляции к народному собранию для обвиняемых в ряде преступлений. Во-вторых, вопреки действиям Цезаря, Антоний вернул трёхчастную систему комплектования уголовных судов, в результате чего треть судей назначалась из центурионов или даже простых солдат (по другой версии, закон о реформе судов был проведён между 2 сентября и 8 октября 44 года до н. э.). В-третьих, он основал несколько колоний в Италии — в основном для ветеранов Цезаря. В-четвёртых, все оставшиеся неразделёнными общественные поля в Италии (ager publicus) постановили разделить между ветеранами и бедняками. Для реализации последнего закона была создана комиссия, в которую, вопреки традиции, вошёл и действующий консул Марк Антоний, и его брат, действующий трибун Луций. Наконец, Антоний добился назначения Долабеллы наместником Сирии и убедил его отправиться туда немедленно, не дожидаясь окончания консульства, после чего Марк остался единственным консулом в Риме. Уход Брута из Рима и, как следствие, фактическое самоустранение от должности городского претора (praetor urbanus) — одной из самых важных в Риме — ещё больше усилили позиции Антония, поскольку обязанности Брута начал исполнять Гай Антоний, брат Марка.
В конце весны в Италию вернулся Гай Октавий, сразу же подтвердивший твёрдое намерение принять наследство Цезаря (хотя по римским канонам именования усыновлённых людей он должен был добавить к имени Цезаря ещё и имя Октавиан, он старался избегать этого обозначения, поскольку оно указывало на то, что он лишь приёмный сын). Ему удалось заручиться поддержкой части ветеранов и большей части плебса. Переходу части цезарианцев на сторону молодого Октавиана способствовала сомнительная репутация Антония: в частности, он растерял свою популярность среди городского плебса жестокими подавлениями протестов. Хотя Гай и Марк наверняка были знакомы и ранее, их первая встреча в 44 году до н. э. закончилась безрезультатно. Они вдвоём претендовали на первенство в наследовании влияния Цезаря и не желали уступать. Кроме того, Антоний отказался передавать Гаю 700 миллионов сестерциев, взятых у Цезаря. Когда к Октавию как наследнику Цезаря начали подавать иски о возвращении конфискованных земель и имений, Антоний тайно поддерживал истцов. Марк также затягивал процедуру усыновления Октавия Цезарем и напоминал в публичных выступлениях, что биологическим сыном диктатора является вовсе не Октавий, а сын Клеопатры Цезарион. Впрочем, разрастись соперничеству Антония и Октавия помешали ветераны Цезаря, настоявшие на примирении официального наследника и главного соратника убитого диктатора. Со временем у Октавия появилось немало влиятельных союзников, среди которых особенно выделялся Цицерон. Плутарх сохранил легенду, будто ещё несколько лет назад Цицерону приснился сон, в котором Юпитер выделил из толпы детей одного мальчика и предрёк ему завершение гражданских войн и власть над Римом. Вскоре он увидел мальчика из своего сна на улице, и выяснилось, что это был Гай Октавий. С тех пор, уверяет греческий историк, Цицерон уделял Октавию особое внимание. В античную эпоху доминировало мнение об использовании недальновидного Цицерона коварным Октавианом в своих интересах, однако существует и противоположная точка зрения, согласно которой Цицерон сам в первое время использовал Октавиана для раскола цезарианцев.

#### Июнь—сентябрь: попытка примирения с сенатом, ссора с Цицероном
2 или 3 июня Антоний созвал народное собрание и узаконил переназначение провинций в своих интересах: своего брата Гая он назначил наместником Македонии, а себе передал Цизальпийскую и Трансальпийскую (Нарбонскую) Галлию. Легионы из Македонии должны были остаться под контролем Марка. Впрочем, собрание прошло с нарушениями: во-первых, заседание было созвано не в один из разрешённых дней (sg.: dies comitialis); во-вторых, объявление о грядущем собрании также было сделано без соблюдения необходимых процедур; в-третьих, само голосование по законопроекту сопровождалось избиением недовольных. Примерно в это же время Антоний старался заручиться поддержкой сенаторов, назначив Секста Помпея командующим римским флотом — в сенате оставалось немало людей, ранее поддерживавших Гнея Помпея. Кроме того, Антоний заявил, что Цезарь планировал ещё одно пополнение сената и ввёл туда немало своих сторонников. Впрочем, сближение с нобилями оттолкнуло от Антония ещё больше ветеранов Цезаря и плебеев. Были недовольны и крайние цезарианцы, которые напоминали о присвоении Цезарю титула «отец отечества» и указывали на необходимость осуждения заговорщиков как отцеубийц.
В июле состоялись игры в честь Аполлона (ludi Apollinares), на которые приходился день рождения Цезаря (в этот день полагались особые торжества). Хотя месяц июль — бывший квинтилий — был переименован в честь Цезаря ещё при его жизни, некоторые республиканцы продолжали называть его квинтилием. По традиции, игры в честь Аполлона организовывал городской претор, но в этом году им был Марк Брут, один из убийц Цезаря, который к тому же покинул город. Антоний добился передачи организации мероприятий своему брату Гаю. Первоначально лидер заговорщиков хотел поставить в театре во время праздника трагедию Аттия «Брут», восхвалявшую Луция Юния Брута, изгнавшего царя Тарквиния из Рима. Гай Антоний поставил другую, нейтральную постановку этого же автора.
В конце августа Антоний неожиданно сменил риторику, заверяя сенат в готовности сотрудничать. Узнав о произошедшей с Антонием перемене, Цицерон, уже покинувший Рим, вернулся в столицу. 1 сентября Антоний готовился сделать важное объявление в сенате и надеялся на присутствие Цицерона. Впрочем, последний отказался от участия в заседании, сославшись на плохое самочувствие. После этого Антоний, как утверждает Плутарх, неожиданно приказал «либо привести Цицерона, либо сжечь его дом». Цицерон появился в сенате лишь 2 сентября (Антоний в этот день отсутствовал на заседании) и произнёс речь, направленную против Антония. Своей речи он дал название «филиппика», намекая на сходство ситуации с Афинами в середине IV века до н. э., когда оратор Демосфен выступал против усиления Филиппа II Македонского в своих речах, считавшихся вершиной античного ораторского искусства. Через несколько дней Антоний произнёс ответную речь в сенате, в которой в том числе указал на его вину в смерти диктатора. Марк также напомнил о причастности Цицерона к подавлению заговора Катилины, к убийству Клодия, к провоцированию раздоров между Помпеем и Цезарем. После этих событий Цицерон стал опасаться за свою жизнь и удалился в своё имение в Кампании, занявшись сочинением второй филиппики, трактатов «Об обязанностях» и «О дружбе».

#### Октябрь—декабрь: противостояние с Октавианом, поход в Цизальпийскую Галлию
Осенью Антоний разуверился в перспективах сотрудничества с сенатом и начал собирать войска для захвата Цизальпийской Галлии силой. В октябре он отбыл в Брундизий, куда уже прибыли четыре легиона из Македонии. В южной Италии осели и многие демобилизованные ветераны Цезаря, и Антоний надеялся заручиться их поддержкой в случае начала гражданской войны. Однако этих солдат агитировали и агенты Октавиана: он уже вступил во владение наследством Цезаря и мог позволить щедрые взятки. Так, многих ветеранов Цезаря в Кампании Октавиан вернул на службу в свои ряды за 500 денариев (2000 сестерциев) на человека, а затем подкупил многих македонских легионеров. Антоний же смог предложить им лишь по 100 денариев (400 сестерциев), за что солдаты его высмеяли. Марк этого не стерпел и устроил децимацию, казнив до трёхсот зачинщиков. Впрочем, ему пришлось повысить обещанную сумму, чтобы удержать остальных.
Собрав вокруг себя несколько тысяч солдат, Октавиан 10 ноября вошёл в Рим и занял Форум (к этому времени Антоний тоже начал движение на столицу, но он задержался в пути). С разрешения лояльного народного трибуна он произнёс речь, в которой призывал начать войну с Антонием, обвиняя Марка в нарушениях закона и в притеснении легального наследника Цезаря, то есть себя. Это предложение не получило горячей поддержки в городе. Напротив, солдаты начали покидать наследника Цезаря: ранее они полагали, что Октавиан собирает их для отмщения Бруту и Кассию; в крайнем случае, полагали солдаты, они будут телохранителями Октавиана. Несмотря на измену Антонию, они совершенно не желали воевать против близкого соратника Цезаря, так и не смирившегося с его убийством. Солдаты приняли во внимание и отсутствие каких-либо полномочий для командования армией у Октавиана, в отличие от Антония — действующего консула. Немало солдат, впрочем, осталось с Октавианом из-за его щедрых обещаний. Тем не менее, Октавиан покинул Рим и обосновался в Арреции, а его агенты переманивали на сторону Гая новых солдат Антония, недовольных расправой над легионерами в Брундизии и небольшими обещаниями по сравнению с щедрыми обязательствами Октавиана (он пообещал выплатить солдатам в случае победы по 5 тысяч денариев, или 20 тысяч сестерциев).
Когда 24 ноября в столицу прибыл Антоний, он безуспешно попытался добиться признания Октавиана врагом государства на заседании сената. На заседании 28 ноября, созванном, вопреки обычаям, вечером (впоследствии это заседание признали недействительным), он добился перераспределения многих провинций в пользу цезарианцев Марка Эмилия Лепида, Луция Мунация Планка, Гая Азиния Поллиона и Кальвизия Сабина, считавшихся его сторонниками, а также в пользу своего брата Гая. После этого Антоний отбыл из Рима в Цизальпийскую Галлию, которую он считал своей провинций, но где успел закрепиться назначенный ранее наместником Децим Юний Брут Альбин. Децим занял Мутину (современная Модена) и отказывался признавать право Антония на управление провинцией. Марк осадил город, располагая четырьмя легионами и надеясь на поддержку наместников западных провинций, которыми он назначил своих сторонников.
20 декабря Цицерон выступил перед сенатом с третьей филиппикой и в тот же день произнёс четвёртую — на этот раз перед народом. Великий оратор открыто призывал к борьбе с Антонием, сравнивая его с Катилиной и восставшим рабом Спартаком. С Октавианом же он считал необходимым примириться. Под его влиянием сенат отменил назначение Антония в Цизальпийскую Галлию на основании нарушения формальных процедур. Сенаторы также приказали вступавшим в должность 1 января 43 года до н. э. консулам Авлу Гирцию и Гаю Вибию Пансе выплатить деньги, обещанные Октавианом своим войскам. К этому же времени в восточных провинциях Марк Брут и Кассий Лонгин начали готовиться к отражению атак наместников, назначенных Антонием, что фактически означало начало гражданской войны.

### Осада Мутины

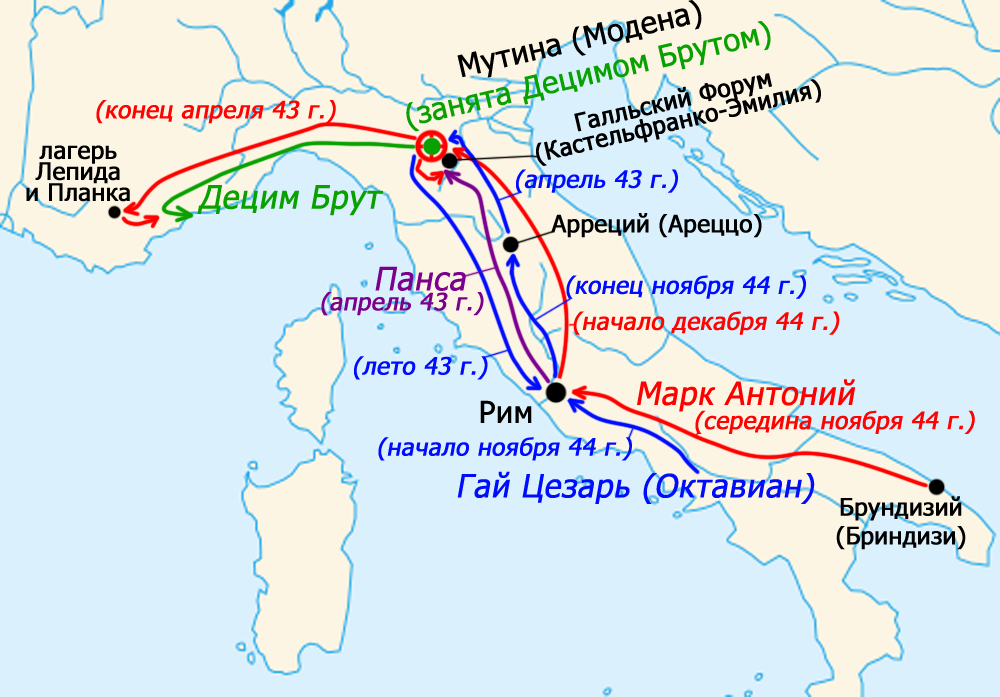
Военные действия конца 44 — начала 43 года до н. э. В скобках даны современные названия городов и даты операций.
↗ — перемещения Марка Антония
↗ — перемещения Октавиана
↗ — перемещения Децима Юния Брута Альбина
↗ — перемещения Гая Вибия Пансы

Пока Антоний осаждал Децима Брута в Мутине, его противники в Риме договорились действовать совместно с Октавианом. 1 января 43 года до н. э. в должность вступили консулы Вибий  Панса и Авл Гирций, в прошлом цезарианцы, ныне склонявшиеся к противодействию Антонию. Цицерон попытался объявить Марка врагом государства, но его сторонники при поддержке родственников Антония (прежде всего, его матери и жены) не допустили принятия этого решения и аналогичных попыток в ближайшем будущем. В конце концов, сенат направил к нему посольство, которое потребовало снять осаду с Мутины, покинуть Цизальпийскую Галлию и не приближаться к Риму ближе чем на 200 миль (296 километров). Этим требованием сенат автоматически признавал недействительным постановление народного собрания, передавшее Антонию эту провинцию. Кроме того, по предложению Цицерона сенат отблагодарил Октавиана, введя девятнадцатилетнего юношу в состав сената, позволив стать консулом на десять лет раньше срока и легализовав незаконно собранную армию путём предоставления пропреторских полномочий (впрочем, полномочия пропретора означали, что он должен был подчиняться приказам консулов — носителей власти более высокого уровня). Марк Туллий также продолжал выступать с новыми филиппиками, восхваляя Октавиана и требуя признания Антония врагом государства: по мнению оратора, с этим полководцем следовало вести не переговоры, а решительную войну.
Ответ Антония послам был категоричен: он потребовал, чтобы сенат подтвердил все законы Цезаря, а также указы Антония, проведённые под видом задуманных диктатором; изъятие им в ночь после убийства диктатора 700 миллионов сестерциев следовало признать законным; Марка Брута и Кассия следовало вернуть из восточных провинций. Марк также потребовал выплатить обещанные деньги своим солдатам за государственный счёт, наделить их землёй, предоставить себе титул императора. Он соглашался отказаться от претензий на Цизальпийскую Галлию, но только при условии, что ему предоставят Трансальпийскую (Нарбонскую) Галлию на 5 лет и 6 легионов войск. Наконец, он запретил послам войти в осаждённую Мутину. Резкий ответ Антония спровоцировал сенаторов сплотиться и объявить о том, что возле Италии началась война. Сенат принял чрезвычайный закон и потребовал от консулов и Октавиана предпринять любые меры с целью недопущения «вреда для государства». Впрочем, конкретный враг в законе так и не был назван: сторонники Антония не допустили признания Антония врагом государства. Консулы начали собирать войска и готовиться к походу. Положение Антония осложнялось и тем, что его поддержали лишь три города Цизальпийской Галлии: жители провинции, несмотря на оказанные Цезарем услуги, симпатизировали республиканцам.
В феврале сенат отменил большую часть законов, проведённых Антонием в прошлом году, на основании процессуальных нарушений. В это же время Марк Юний Брут занял Иллирик, Грецию и Македонию, взяв в плен Гая Антония, и сенат в целом поддержал лидера заговора. После успехов заговорщиков (к этому времени они стали называть себя освободителями — liberatores) на Балканах Антоний начал разыгрывать цезарианскую карту, пытаясь расколоть направленную против себя коалицию (Октавиан не приветствовал усиление Брута и Кассия). Марк отправил несколько открытых писем для публичного прочтения, в которых утверждал, будто он единственный пытается отомстить убийцам Цезаря. Впрочем, к этому времени Гирций уже прибыл на помощь осаждённой Мутине, а Панса и Октавиан завершали подготовку войск. Чуть ранее один из сторонников Антония, Публий Вентидий Басс, собрал два легиона среди ветеранов Цезаря в Кампании и наводил страх на оставшийся беззащитным с юга Рим, но ему не удалось приблизиться к Антонию, и потому он укрепился в Пицене.
В середине апреля четыре легиона Пансы подходили к Мутине, когда Антоний устроил засаду на узкой дороге в болотистой местности возле поселения Галльский форум (современный Кастельфранко-Эмилия). Войска консула потерпели поражение, а сам он вскоре умер от полученных ран. Однако когда солдаты Антония начали праздновать победу, на них напал Гирций с резервами из-под Мутины. Со свежими силами он отбросил войска Марка, хотя полный разгром предотвратило наступление темноты. В Риме приветствовали победу над Антонием. Впрочем, Марк не снял осаду с Мутины (во время битвы у Галльского форума её продолжал Луций Антоний), а запасы продовольствия у Децима Брута подходили к концу. 27 апреля Гирций и Октавиан напали на лагерь Антония и победили, хотя во время битвы консул Гирций погиб. Вскоре Антоний бежал в Нарбонскую Галлию с небольшими силами. Противники не стали его преследовать: войска Децима Брута в Мутине были слишком истощены длительной осадой, а Октавиан не желал сотрудничать с одним из заговорщиков.

### Основание второго триумвирата. Проскрипции
После бегства Марка из-под Мутины сторонники сената начали досрочно праздновать победу над Антонием. Сенаторы, которые сочувствовали заговорщикам, но поддались уговорам Цицерона о привлечении Октавиана на свою сторону, теперь решили прекратить его поддержку. Поскольку оба консула погибли, следовало избрать консулов-суффектов, и Октавиан предложил Цицерону добиваться избрания их обоих. Ему отказали, ссылаясь на недостаточный возраст Гая. Октавиану не удалось добиться и триумфа за победы, хотя ему позволили провести овацию — малый триумф. При этом право на полноценный триумф получил Децим Брут, который несколько месяцев просидел за стенами Мутины. Сенаторы организовали комиссию для пересмотра законов Антония, в том числе и о распределении земли между ветеранами. Неопределённость вокруг земельного вопроса и выплат денежных наград вынудила многих оставшихся в Италии ветеранов Цезаря сплотиться вокруг Октавиана и требовать защиты своих интересов.
Сам Октавиан с опаской наблюдал за переменами в Риме и окончательно перестал сотрудничать с Децимом Брутом. Последний выражал своё недовольство несговорчивостью молодого полководца. Известно и о случае открытого саботажа Октавианом приказа Брута — он позволил свободно пройти Публию Вентидию Бассу с подкреплениями для Антония. Солдаты Гая по-прежнему были недовольны тем, что их используют для борьбы с давним сторонником Цезаря, который к тому же обещал отомстить за его убийство. Октавиан начал отпускать на свободу попавших в плен солдат и офицеров Антония, надеясь, что это будет истолковано Марком как сигнал к примирению. Вскоре Брут начал преследование Антония, который, как он полагал, имеет небольшие и полностью деморализованные войска. Сам Антоний тем временем присоединил отряды, собранные Вентидием Бассом, и довёл численность войск до восьми легионов. Антоний вступил в переговоры с наместником Нарбонской Галлии Лепидом, который располагал семью легионами. Вскоре войска Лепида и другого наместника Планка укрепились на реке Аргентей (современное название — Аржанс), а напротив разбил свой лагерь Антоний. Солдаты Лепида, многие из которых служили под началом Цезаря, начали переходить на сторону Антония, обещавшего отомстить за убитого диктатора. Их командующий этому не препятствовал, а вскоре и сам перешёл на сторону Марка (по сообщению античных авторов, он с самого начала кампании тайно поддерживал связь с Антонием и Октавианом). Оказавшись в окружении превосходящих сил Антония, Планк также был вынужден перейти на его сторону со своими войсками. Через некоторое время перешёл на сторону Антония и Азиний Поллион. Таким образом, всего за две недели Марк собрал 23 легиона войск, среди которых было немало опытных ветеранов. К этому времени Децим Брут завершил переход через Альпы, но когда оказалось, что силы Антония намного превосходят его собственные, он попытался отступить, однако его убили галлы по приказу Антония.
После бегства Децима Брута единственными крупными армиями в Италии и во всех западных провинциях остались войска Октавиана и Антония. Оба полководца договорились действовать совместно, и в августе Октавиан (якобы по требованию своих солдат) повёл свою армию на Рим, не встретив никакого сопротивления: все легионы, остававшиеся под контролем сената, перешли на его сторону. В столице Гай вынудил сенат допустить его избрание в консулы вместе со своим сторонником Квинтом Педием. Придя к власти, он организовал окончательную легализацию своего наследования Цезарю с помощью созыва куриатных комиций. Он также провёл закон, по которому все убийцы Цезаря и поддержавший «освободителей» Секст Помпей заочно приговаривались к смерти. Тем временем на Апеннинский полуостров с 17-ю легионами вернулся и Антоний.
Осенью Антоний, Октавиан и Лепид встретились возле Бононии (современная Болонья) вблизи границы Цизальпийской Галлии и Италии и договорились о создании второго триумвирата, члены которого имели бы законную власть (первый триумвират Цезаря, Помпея и Красса был неформальным). 27 ноября 43 года до н. э. по инициативе трибуна Публия Тиция был принят закон о создании коллегии из трёх человек «для приведения государства в порядок» (triumviri rei publicae constituendae). Первоначально решающая роль в триумвирате принадлежала Антонию: как полагает Элеанор Хьюзар, хотя Октавиан и контролировал Рим, он ни в коем случае не был сильнейшим участником триумвирата.
По договорённости друг с другом, триумвиры распределили основные магистратуры на ближайшие годы между своими сторонниками. Между собой они распределили и провинции: обе Испании и Нарбонская Галлия достались Лепиду; остальные части Галлии, кроме Нарбонской, отходили Антонию, а Октавиану достались Африка, Сицилия и Сардиния. При этом в Сицилии и Сардинии укрепился Секст Помпей Магн, а в Африке действовал лояльный Антонию командующий. Триумвиры изъяли землю у крупных италийских городов для распределения среди своих ветеранов. Поскольку для содержания огромной армии и выплаты щедрого жалованья требовались миллионы денариев (только текущая задолженность составляла около 200 миллионов денариев, или 800 миллионов сестерциев), а богатые восточные провинции контролировались Брутом и Кассием, триумвиры прибегли к радикальному пересмотру налоговой политики. В частности, впервые с 167 года до н. э. были введены прямые налоги для римских граждан, а имущество многих богачей начали конфисковывать.

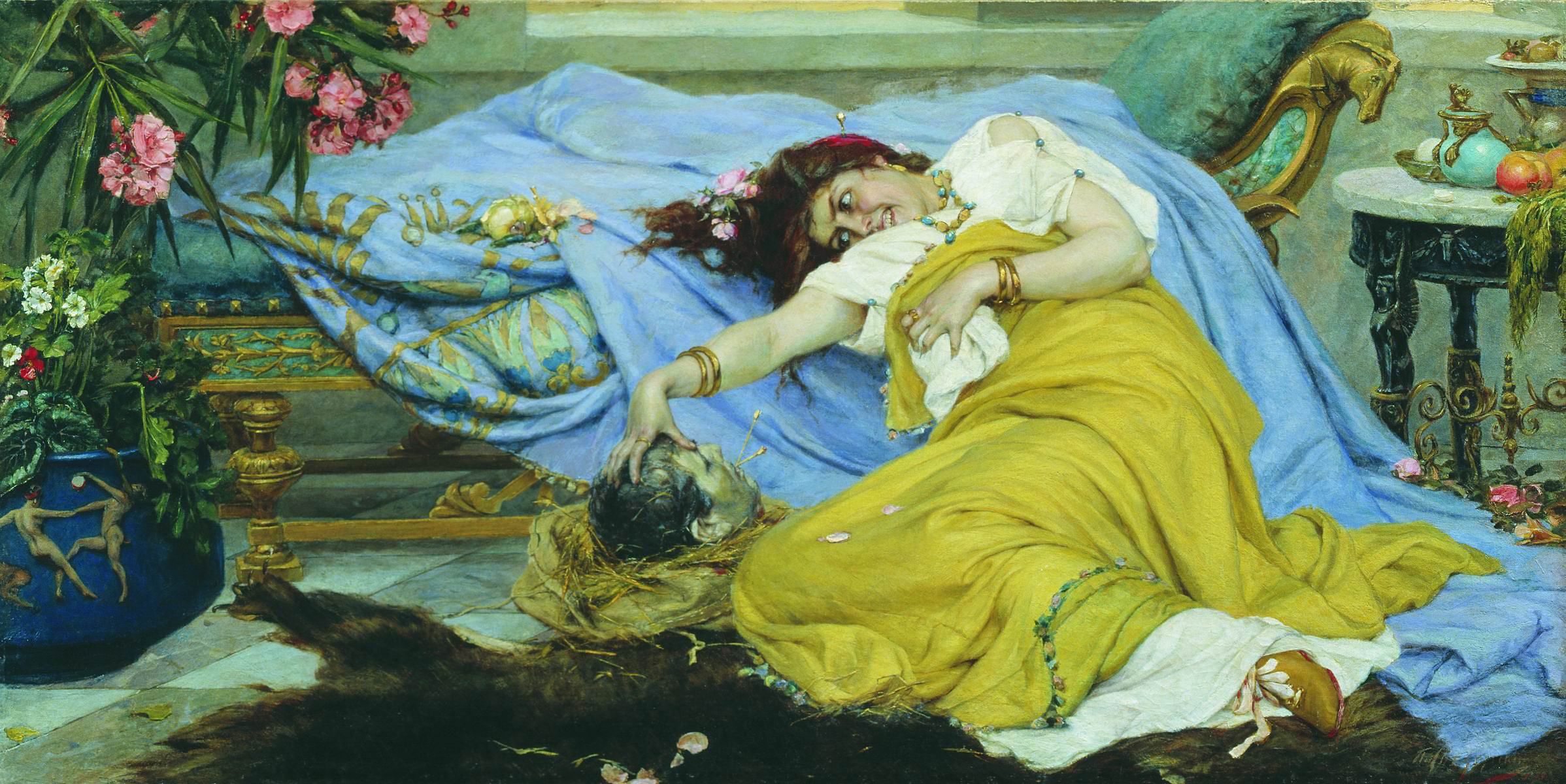
Павел Сведомский. Фульвия с головой Цицерона (конец XIX века)

Наконец, триумвиры решили устроить проскрипции (публикацию списков людей, подлежащих убийству с конфискацией имущества), подобные тем, что проводил Луций Корнелий Сулла и которых старался избежать Цезарь. Массовые казни затрагивали как политических противников триумвиров, так и просто богатых людей. При составлении проскрипционных списков триумвиры порой сводили старые счёты и редко обращали внимание на родственные связи и дружеские обязательства: Лепид внёс в список своего брата, Антоний — своего дядю Луция Цезаря. Остро стоял вопрос о внесении в проскрипционный список Цицерона: Антоний решительно настаивал на казни оратора, Октавиан противился, но на третий день уступил. В отличие от проскрипций Суллы, второй триумвират очень активно прибегал к услугам своих солдат для казней, хотя роль инициативных доносчиков оставалась достаточно высокой. Впрочем, триумвират не стал передавать половину имущества непосредственному убийце проскрибированного, как это было при Сулле. Вместо этого триумвиры конфисковывали всё состояние, а для награждения исполнителей установили единые тарифы — 100 тысяч сестерциев за голову попавшего в список для свободнорождённых, а для рабов-убийц — свободу и 40 тысяч сестерциев. Аналогичная награда ожидала информаторов о точном местонахождении проскрибированного. Всего в списки попало более 300 сенаторов и 2 тысяч всадников. Многие бежали к Бруту и Кассию в Грецию либо к Сексту Помпею на Сицилию.
Пытался сбежать от проскрипций и Цицерон, но 7 декабря 43 года до н. э. его настигли солдаты Антония. Они доставили голову и руку великого оратора (по другим данным, обе руки) к Антонию прямо во время его выступления на народном собрании. Марк был в восторге и наградил исполнителей в десятикратном размере. По преданию, сначала он поставил голову на обеденный стол, и его жена Фульвия исколола язык Цицерона булавками, а затем фрагменты тела Цицерона выставили напоказ возле ростральной трибуны — оттуда оратор часто обращался к римлянам, но там также демонстрировали военные трофеи.

### Кампания в Греции. Битва при Филиппах
Оставив Лепида в Италии, Антоний и Октавиан направились в Грецию для борьбы с республиканцами. К этому времени Брут подчинил все римские владения на Балканском полуострове и в Малой Азии, а Кассий занял Сирию. Республиканцы собрали в восточных провинциях налоги за следующие десять лет и на эти деньги собрали крупную армию из 19 легионов и мощный флот. Убеждённых патриотов и идейных противников тирании среди солдат было немного, но Брут и Кассий щедро платили войскам. Первоначально они пытались воспрепятствовать переправке противника, используя преимущество на море, но войска обоих триумвиров всё же сумели высадиться в Греции. Впрочем, после высадки республиканцы не ослабили блокаду, что создало крупным армиям Антония и Октавиана серьёзные проблемы со снабжением.
Антоний быстро продвигался вперёд по Эгнатиевой дороге вслед за небольшим авангардом, войска Октавиана же отстали. По сообщению Плутарха, войска Антония подошли к заболоченной равнине у города Филиппы так быстро, что Брут и Кассий сперва не поверили известиям о появлении его легионов поблизости. После прибытия Октавиана силы сравнялись — с каждой стороны было собрано примерно по 19 легионов (около 100 тысяч солдат). Все командующие занялись укреплением своих позиций, причём войска Антония сконцентрировались напротив легионов Кассия, а отряды Октавиана — напротив Брута. Антоний и Октавиан испытывали проблемы со снабжением и пресной водой и пытались навязать генеральное сражение, но Брут и Кассий знали о проблемах противников и старались ослабить врага измором. В конце концов, в октябре попытка Антония тайно построить укрепления в болотах на левом (южном) фланге противника переросла в серьёзное столкновение, известное как первая битва при Филиппах. Кассий построил перпендикулярные укрепления, что распылило его силы, и Антоний отправил войска на штурм лагеря Кассия. Одновременно солдаты Брута, видя начало сражения на другом фланге, без всякого приказа атаковали лагерь Октавиана. Легионы Антония, в свою очередь, успешно вошли в лагерь Кассия. Как сообщает Аппиан, солдаты не знали о результатах сражения на противоположном фланге, и только когда Брут получил известие о взятии лагеря Кассия, а Антоний — об атаке Брута на лагерь Октавиана, они отступили на исходные позиции. Бежавший на холмы Кассий увидел, как в лагере Брута происходят какие-то перемещения войск и решил, что триумвиры побеждают и на левом фланге, после чего покончил жизнь самоубийством (по сообщению Плутарха, Кассий ошибся, поскольку у него было слабое зрение). В первой битве погибло около 8 тысяч солдат республиканцев и около 16 тысяч войск триумвиров.
После самоубийства талантливого полководца Кассия командование войсками республиканцев перешло к Бруту, который, напротив, не был опытным военачальником. Тем не менее, он трезво оценил преимущества своего положения и предпочёл выжидать: во-первых, в день первой битвы при Филиппах в Ионическом море республиканский флот потопил или взял в плен большую часть подкреплений для Октавиана и Антония, а во-вторых, погода стремительно ухудшалась (по утверждению Плутарха, сперва прошли дожди, а затем начались заморозки). Наконец, триумвиры по-прежнему испытывали проблемы со снабжением. Брут упорно игнорировал попытки Антония и Октавиана начать сражение, и потому триумвиры попытались обойти республиканцев с болотистого южного фланга, чтобы решить свои проблемы с продовольствием захватом тыловых баз республиканцев. Брут предпринимал контрмеры, не допуская окружения и прорыва противников. Наконец, после двух недель позиционных манёвров, соратники и солдаты Брута убедили его вступить в бой. По разным версиям, вторая битва состоялась либо в конце октября, либо в середине ноября.
В ожесточённом сражении войска триумвирата одолели республиканцев, и общие потери обеих сторон при Филиппах достигли 50 тысяч человек. Антоний внёс решающий вклад в победу: перед первой битвой Октавиан удалился из лагеря по советам друзей, а перед второй битвой он серьёзно заболел, и реально командовал всеми войсками именно Марк. После битвы Брут покончил с собой, а Антоний, разыскав его тело, накрыл его пурпурным плащом в знак уважения. Некоторые выжившие республиканцы сдались Антонию (немало солдат Брута перешло на его сторону, поскольку он обещал платить им и дальше), а другие бежали к Сексту Помпею. После сражения Октавиан вернулся в Рим, а Антоний остался на Востоке, оставив себе 6 легионов и крупный отряд кавалерии. Несмотря на формальное осуществление мести за убийство Цезаря, триумвиры по взаимному согласию не стали слагать свои чрезвычайные полномочия.

## Антоний на Востоке

### Антоний в Греции, Азии, Египте. Перузинская война (41—40 годы до н. э.)

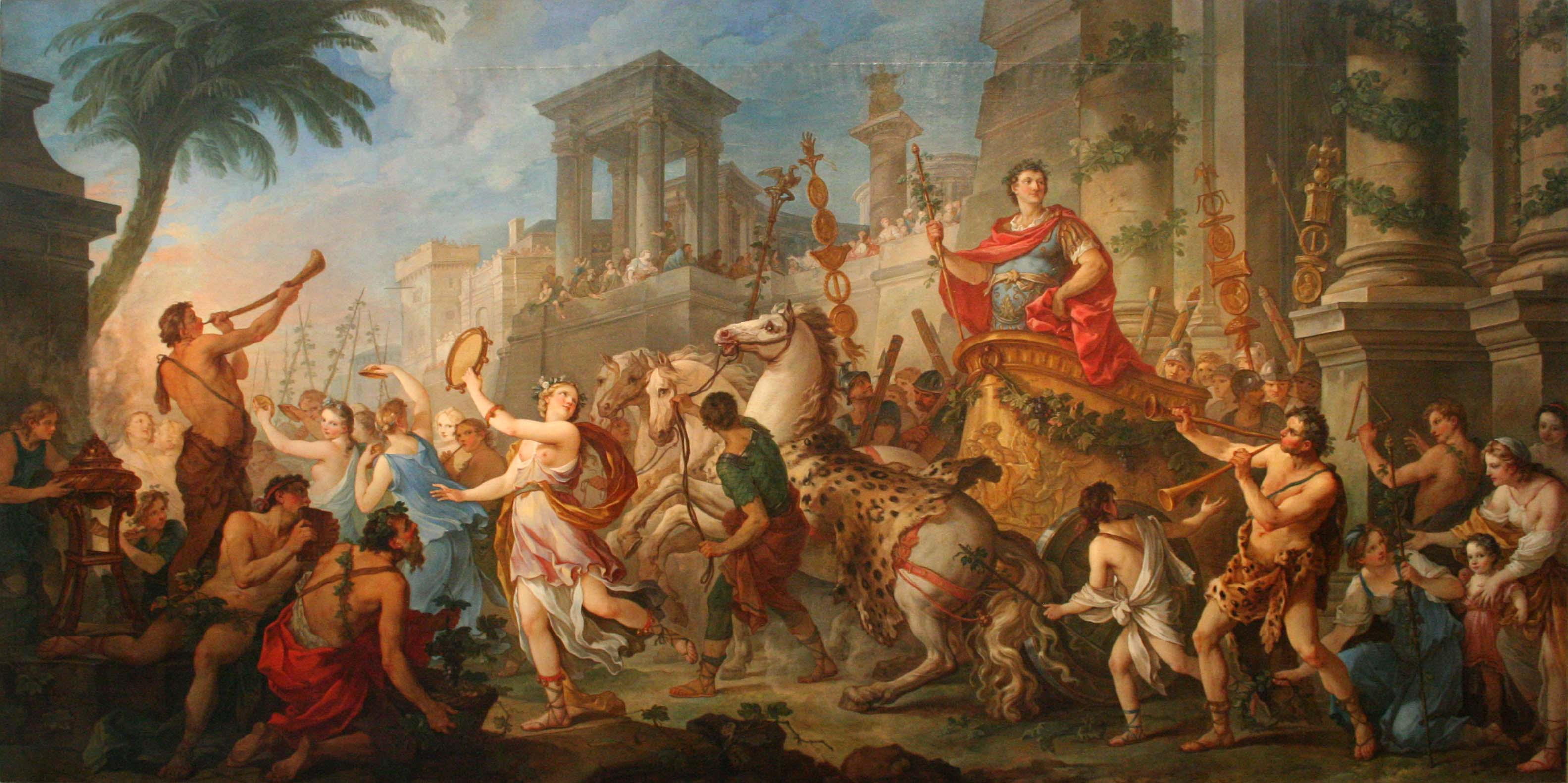
Шарль-Жозеф Натуар. Прибытие Марка Антония в Эфес (1741)

Зиму 42—41 годов до н. э. Антоний провёл в Греции, распустив часть легионов, но сохранив самые боеспособные войска. По-видимому, Антоний начал подготовку к войне с Парфией, для чего ему потребовались деньги. Для содержания своей армии республиканцы за два предыдущих года собрали с азиатских провинций налоги за десять лет вперёд, но Антоний потребовал для грядущей кампании аналогичную сумму в течение ближайшего года. Несмотря на то, что Антоний потребовал в восточных городах и союзных царствах около 150 тысяч талантов, ему едва ли удалось собрать больше 20 тысяч талантов в срок. Вскоре Марк был вынужден умерить свои требования до налогов за 9 лет в течение двух лет. Одновременно он поощрял территории, которые упорно сопротивлялись республиканцам (Ликия и Родос освобождались от уплаты дани), а также поддержал города с древней историей (в частности, он расширил площадь, контролируемую Афинами). Эти действия продолжали политику эллинистических монархов, которые покровительствовали городам и государствам за их былые заслуги. Антоний также признал царём Иудеи, Идумеи и Переи Ирода — сына Антипатра, с которым Марк участвовал в египетской кампании Габиния (см. раздел «Служба под началом Габиния. Кампании в Иудее и Египте»).

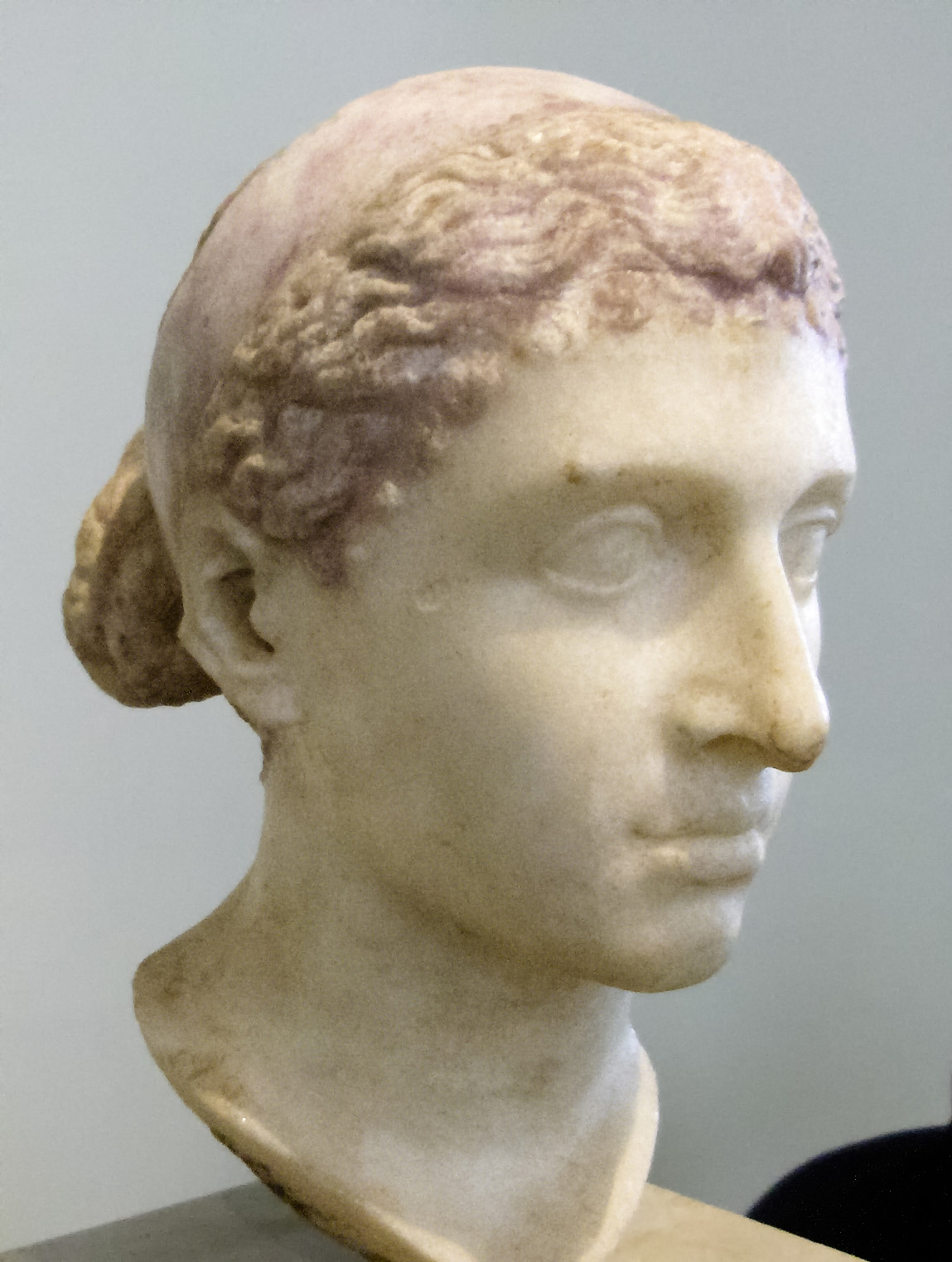
Клеопатра. I век до н. э., мрамор. Берлин, Старый музей

Находясь в Киликии, Антоний вызвал из Египта царицу Клеопатру, с которой, возможно, встречался во время египетской экспедиции. По сообщению Плутарха, Марк хотел услышать от царицы, почему она помогала республиканцам. Затем, по словам греческого историка, Клеопатра собрала свои лучшие сокровища и со всей свитой прибыла в Тарс, где сумела добиться расположения Антония.
Пока Антоний находился на Востоке, Октавиан вернулся в Италию, поскольку именно он должен был обеспечить демобилизованных солдат обещанными деньгами и землёй. Выполнить обещания оказалось непросто из-за всеобщей разрухи в Италии вследствие многолетних гражданских войн, а также из-за действий Секста Помпея, который блокировал пути доставки продовольствия на полуостров. Для выполнения обязательств перед войсками (всего требовалось расселить 170 тысяч ветеранов) Гаю пришлось отобрать землю, принадлежавшую жителям многих поселений Италии: по словам Аппиана, Октавиан был вынужден «выселить Италию». Участки принудительно выкупались по ценам значительно ниже рыночной, поскольку Октавиану не хватало денег. Следствием этой политики стал упадок сельского хозяйства, поскольку многие ветераны не имели скота и собственного сельскохозяйственного инвентаря. Кроме того, немало рабов (в том числе занятых в сельском хозяйстве) бежало к Сексту Помпею, обещавшему беглецам свободу при условии службы в своих рядах. Экономическая ситуация усугубилась дезорганизацией ремесла и торговли из-за непрекращающихся гражданских войн. Интересы Антония в столице представляли его брат Луций (Марк добился его избрания консулом) и жена Фульвия. В 41 году до н. э. они воспользовались непопулярностью Октавиана и начали вооружать недовольных. Когда Луций открыто выступил против политики Гая, на некоторое время занял со своими отрядами Рим и призвал к прекращению экспроприаций земли, многие его поддержали. Впрочем, Марк Антоний, с которым переписывались Луций и Фульвия, так и не вмешался в развитие ситуации. В результате промедления Октавиан собрал лояльные войска, осадил Луция в Перузии (современная Перуджа) и вынудил его сдаться. Сам город, принявший у себя мятежников, он приказал сжечь.
Пассивность Антония по отношению к событиям Италии объяснялась его занятостью решением насущных дел на Востоке и, прежде всего, подготовкой к войне с Парфией (см. выше). Другой причиной невмешательства Марка стала чересчур самостоятельная политика Луция: в своих выступлениях он обещал — возможно, без согласования с братом, — что триумвиры сложат с себя полномочия. Античные авторы называют и третью причину — по их мнению, Антоний совершенно потерял голову из-за египетской царицы и потерял много времени, отправившись вслед за ней в Александрию. Лишь после получения известий о взятии Перузии Антоний решил переправиться в Италию. Впрочем, весной 40 года до н. э. на римские восточные владения напала парфянская армия во главе с царевичем Пакором и римлянином Квинтом Лабиеном. Антоний знал о нападении, но решил не отражать нападение немедленно, а продолжил путь в метрополию. Вернувшись в Италию, Марк осадил Брундизий — стратегически важный порт, связывавший метрополию и восточные провинции. С Марком начали сотрудничать Гней Домиций Агенобарб и Секст Помпей, контролировавшие крупные флотилии.

### Примирение с Октавианом и Секстом Помпеем (40—38 годы до н. э.)

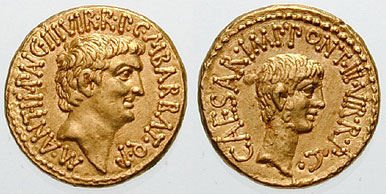
Аурей (ауреус) с портретами Антония (слева) и Октавиана (справа). 41 год до н. э.

Положение Октавиана, несмотря на контроль над большей частью Италии, осложнялось низким боевым духом солдат, которые по-прежнему не желали сражаться против Антония. Именно от солдат исходила инициатива примирения двух триумвиров, что и произошло осенью 40 года до н. э. (Лепида к этому времени фактически отстранили от власти). Способствовала заключению мира и дальновидная политика Октавиана, который пощадил зачинщиков мятежа — Луция Антония и Фульвию. По новому соглашению, Антоний получил все восточные провинции, Октавиан — весь запад, включая галльские провинции, ранее принадлежавшие Антонию. Лепид же получил лишь Африку, а интересы Секста Помпея Марк и Гай проигнорировали, и он возобновил морскую блокаду Италии. Кроме того, вскоре умерла Фульвия, что сделало возможным скрепление нового союза браком Марка на Октавии, недавно овдовевшей сестре Октавиана.
Впрочем, возобновившаяся морская блокада Италии Секстом Помпеем вынудила триумвиров скорректировать свои планы, поскольку сокращение поставок хлеба ударило по популярности Октавиана и остававшегося в столице Антония. В 39 году до н. э. Антоний, Октавиан и Помпей на переговорах в Кампании пришли к соглашению. Триумвиры пообещали на пять лет сохранить за Секстом Сицилию, Сардинию и Корсику, а также обещали добавить Пелопоннес (провинция Ахея), но отказали ему во включении в число триумвиров с предоставлением соответствующих законных полномочий. Вместо этого Сексту пообещали консульство в 33 году до н. э. В обмен же Секст должен был снять блокаду, обеспечить снабжение Италии продовольствием, зачистить Средиземное море от пиратов и не принимать новых беглых рабов. Триумвиры соглашались помиловать всех сторонников Секста и бежавших к нему проскрибированных, всем рабам, сражавшимся в его армии, предоставляли свободу, а свободных солдатам его армии обещали те же щедрые награды, что и легионерам Октавиана и Марка. Сохранилась легенда, будто соглашение отметили пиром на галере Секста, а соратник Помпея Менодор безуспешно предлагал ему убить Антония и Октавиана, чтобы стать новым правителем. В октябре 39 года до н. э. Антоний покинул Рим и направился в Азию для ведения войны против Парфии, но зиму всё же провёл в Афинах. Впрочем, его вмешательство уже не требовалось: его соратник Публий Вентидий Басс разгромил Лабиена в Малой Азии и освободил большую часть римских провинций, захваченных парфянами.
Несмотря на успехи Басса, противники римлян удерживали некоторые горные районы в Малой Азии, и Антоний должен был восстановить там порядок. Однако Марк не стал умиротворять провинции и соседние государства своими силами, а поручил это союзным правителям. Для этого ему пришлось укрепить власть местных династий, что противоречило прежней доктрине римской политике в этом регионе (например, Гней Помпей во время Третьей Митридатовой войны опирался на торговые города и ослаблял местных правителей). В частности, Антоний возвёл на трон Понтийского царства Дария, внука Митридата Евпатора. Часть Киликии и Кипр Антоний передал Клеопатре: по-видимому, эти богатые лесом земли должны были использоваться для постройки флота в Египте. Вскоре Антоний прервал свои дела в Азии и вернулся в Брундизий, куда его призвал Октавиан для переговоров о судьбе триумвирата — их полномочия истекали 31 декабря 38 года до н. э. Впрочем, Гай так и не появился, сославшись на занятость войной с Секстом Помпеем, и Марк отправился в Сирию. Впрочем, к моменту его прибытия Вентидий Басс в целом восстановил римское владычество и в этой римской провинции. Полководец успел вторгнуться в Коммагену под предлогом отказа выдавать парфянских солдат. Антоний возглавил осаду Самосаты, столицы царства, но город уверенно держался. В результате Антоний договорился с правителем Коммагены о мире: Марк получал 300 талантов контрибуции, хотя первоначально надеялся на тысячу. Поскольку изгнание парфян было завершено, а вторжение в Парфию ещё не было готово, Вентидий вернулся в Рим и отпраздновал заслуженный триумф, а Антоний остался на Востоке. Известно, что Марк также мог отпраздновать триумф, однако предпочёл воздержаться.
Время между кампаниями Антоний проводил с Клеопатрой в Александрии, где устраивал грандиозные пиры вместе со своими соратниками. По преданию, почти каждую ночь триумвир и царица переодевались в одежду рабов и вместе бродили по городу. Около 40 года до н. э. Клеопатра родила Антонию двойню — Александра Гелиоса и Клеопатру Селену.

### Продление полномочий триумвиров. Парфянская экспедиция (37—36 годы до н. э.)

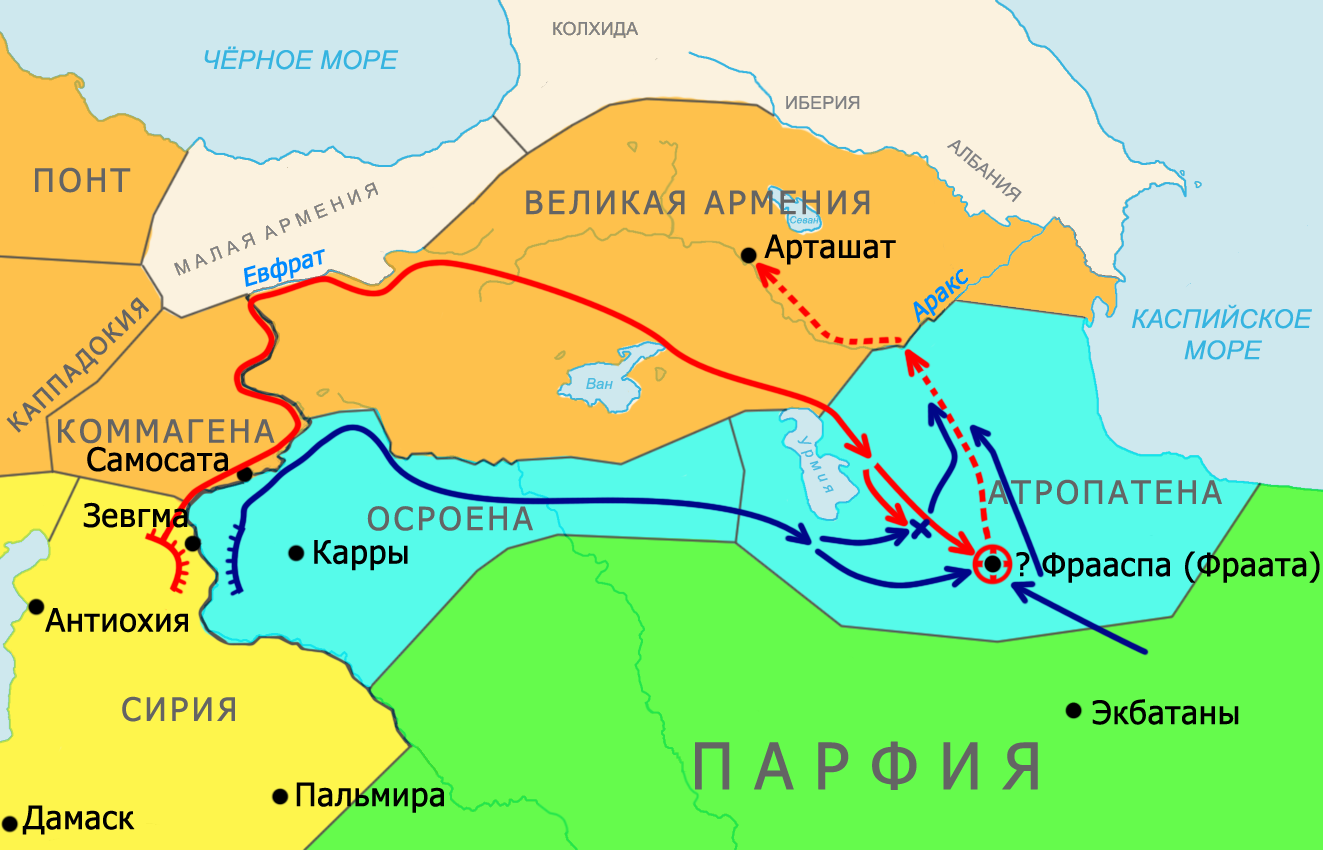
Парфянский поход Антония.
↗ — действия римлян (пунктиром обозначен путь отступления)
↗ — действия парфян
Римские владения
Союзники римлян
Парфия
Союзники и вассалы парфян

31 декабря 38 года до н. э. действие Второго триумвирата официально завершилось, однако Октавиан был занят войной с Секстом Помпеем, а Антоний готовился к войне с Парфией, и в их текущих интересах было сохранение законных полномочий ещё на некоторое время. Оба триумвира не смогли разработать план дальнейших действий в истекающем году, и потому договорились о встрече весной 37 года до н. э. Первоначально Антоний планировал высадиться в Брундизии — ближайшем порту на пути из Македонии, — но сторонники Октавиана в городе не позволили ему войти в гавань, подозревая его в желании захватить город. В результате переговоры прошли в Таренте (современный Таранто), где Антоний и Октавиан договорились о продлении срока действия триумвирата ещё на пять лет. Для помощи друг другу они пообещали обменяться войсками: заинтересованный в сухопутных отрядах Антоний должен был получить 4 легиона в обмен на 120 боевых кораблей для нуждавшегося в сильном флоте Октавиана. Триумвиры также утвердили списки консулов вплоть до 31 года до н. э. Более поздняя историческая традиция приписывала значительную роль в урегулировании отношений Октавии, но эта версия в настоящее время подвергается сомнению.
В 37 году до н. э. Антоний начал усиленную подготовку к войне с Парфией, намеченной на следующий год. Хотя Антоний выполнил свои обязательства и передал Октавиану 120 кораблей, Гай не отправил ему четыре обещанных легиона. Тем не менее, к весне 36 года до н. э. Марк сумел собрать примерно 16 легионов (около 60 тысяч солдат), 10 тысяч конницы (в основном из испанских и галльских провинций) и около 30 тысяч вспомогательных войск. Момент для нападения был выбран удачно: совсем недавно к власти в Парфии пришёл Фраат IV, задушивший своего отца. Новый правитель сразу же приказал убить своих братьев и казнить многих аристократов. Некоторые знатные парфяне, спасаясь от нового царя, бежали к Марку Антонию, побуждая его выступить против Фраата. Эти события убедили Антония в необходимости воспользоваться внутренними конфликтами в Парфии и атаковать немедленно.
Вероятно, Антоний пользовался для вторжения неосуществлёнными планами Цезаря: Светоний сообщает, будто Цезарь намеревался напасть на Парфию через Армению. При подготовке к войне наверняка был учтён и негативный опыт парфянского похода Красса. По-видимому, Антоний с самого начала решил вторгаться в ядро парфянских владений не через Месопотамию, а через Армению. Главной причиной выбора вторжения с севера стало желание римлян использовать холмистый и гористый рельеф местности для нейтрализации преимуществ парфянской кавалерии, наиболее эффективной на равнинах. Для этого Марк договорился о праве на проход с правителем Армении Артаваздом II, который также предоставил Антонию крупный отряд вспомогательных войск, включавший кавалерию. Из Армении Антоний надеялся войти на территорию Мидии-Атропатены, которой правил другой Артавазд, враждовавший с Арменией. В поисках предлога для начала войны Антоний потребовал от парфянского царя Фраата выдать трофеи, захваченные в битве при Каррах. Парфянский правитель отказался.
Первоначально римские войска сосредоточились в Зевгме на Евфрате, неподалёку от Карр. Однако когда Фраат начал собирать войска в Месопотамии, Антоний повернул на север и вошёл в Армению вдоль Евфрата (базирование под Зевгмой, где находилась важная переправа через Евфрат, должно было дезориентировать парфян). Антоний поздно начал войну, но вместо того, чтобы разместить войска на зимовку в союзной Армении, он продолжил поход. Впоследствии недоброжелатели обвиняли его в том, что он задержался в Александрии с Клеопатрой; впрочем, Плутарх полагает, что Антоний, наоборот, спешил завершить кампанию до зимы, чтобы провести остаток года с царицей. Из Армении Марк вошёл в Атропатену и осадил её столицу Фрааспу (в другом варианте транскрипции — Фраата), точное расположение которой неизвестно (по одной из версий, на месте этого города находятся развалины Тахт-е Солейман). Впрочем, из-за спешки Марка его осадная техника далеко отстала. Осада Фрааспы затянулась, и положение Антония резко осложнилось из-за прибытия парфянских подкреплений. Парфяне разбили римский обоз с осадными орудиями и оба сопровождавших его легиона. После этого поражения армянский царь Артавазд решил увести свои войска из Атропатены. Поскольку с ним ушла и значительная часть кавалерии, римляне не могли надеяться на успех в сражении против мобильной парфянской армии. Для предотвращения пораженческих настроений Марк был вынужден прибегнуть к децимации одного из отступивших отрядов. Парфяне почти окружили армию Антония, но за 27 дней полководец сумел прорвать блокаду и отступить в Армению, успешно отбиваясь от постоянных нападений парфянской конницы, а оттуда он вернулся в римские владения и, наконец, в Египет. Несмотря на неудачную кампанию, Антоний всё же проявил своё полководческое мастерство, сумев избежать полного разгрома. Совокупные потери Антония за время похода античные авторы оценивали как весьма значительные — по разным версиям, от четверти изначальной численности войск (около 25 тысяч солдат) до 42 тысяч человек.

### Поход в Армению. Подготовка к войне с Октавианом (35—33 годы до н. э.)

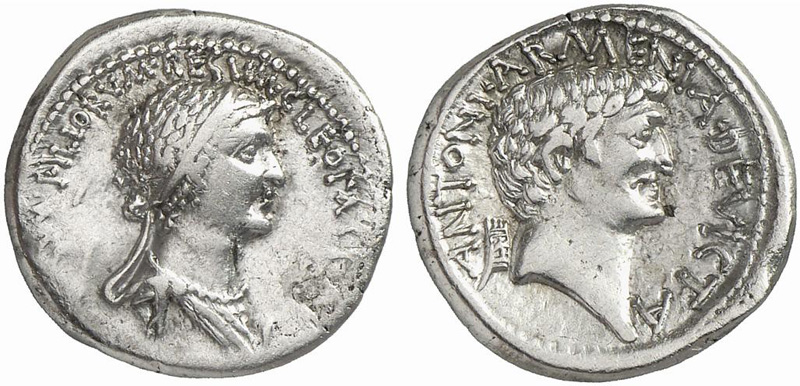
Денарий, отчеканенный в честь кампании в Армении. Слева — Клеопатра, справа — Антоний и надпись «Antoni Armenia devicta»

В то время как Антоний бесславно завершил парфянский поход, Октавиан победил Секста Помпея и начал укреплять свою власть в Италии. Помпей сумел бежать из Италии в контролируемые Антонием Митилены. Узнав о неудачах Марка под Фрааспой, он поднял восстание. В начале 35 года до н. э. Секст Помпей собрал новый флот и начал грабить прибрежные города Азии и Вифинии, а также попытался связаться с парфянами. После поражения флота Секста его казнил Марк Тиций, хотя приказ об убийстве наверняка отдавал сам Антоний.
В 35 году до н. э. в Александрию, где находился Антоний, прибыло посольство царя Атропатены Артавазда. Он предлагал Марку объединиться против Артавазда из Армении, своего старого врага. К этому времени правитель Атропатены поссорился с парфянами, и Антоний мог не опасаться обвинений в сотрудничестве со своим первоначальным врагом. Марк собрал новые войска и вступил в Сирию (якобы для новой войны против Парфии), а в начале 34 года до н. э. вновь направился на север, в сторону Армении. По пути он отправил армянскому Артавазду посольства с предложениями династического брака (Антоний говорил, будто желает выдать дочь Артавазда за своего сына от Клеопатры Александра Гелиоса) и нового союза против Парфии. Хотя правитель Армении отказался от обоих предложений, он всё же согласился на личную встречу, когда Антоний подошёл к его столице Арташату. Впрочем, римляне взяли царя в плен, а вскоре захватили и всю Армению. После практически бескровной кампании Антоний с богатыми трофеями вернулся в Александрию и отпраздновал триумф там, а не в Риме. Несмотря на то, что победа над Арменией была достигнута в результате предательства, Антоний ей очень гордился и даже приказал выбить упоминание о победе на монетах.
Уже вскоре после победы над Секстом Помпеем Октавиан начал готовить общественное мнение к войне с Антонием и Клеопатрой, а вскоре последовала реакция Марка. Некоторое время пропагандистская война велась неофициально; на словах же и Антоний, и Октавиан высказывались в поддержку триумвирата и республики. Впрочем, 1 января 33 года до н. э. Гай вступил в должность консула и открыто выступил против Марка. Противники начали публиковать открытые письма, памфлеты, инвективы, распространяли различные слухи. Так, в Риме рассказывали, будто Антоний на публике растирал Клеопатре ноги маслом, а его сторонник Планк танцевал обнажённым и раскрашенным в синий цвет, изображая морское божество Главка. Самого Антония обвиняли в сговоре с владычицей Египта и в отстаивании её интересов в ущерб римским. Октавиан утверждал, что триумф его оппонента за победу над Арменией в Египте является свидетельством скорого переноса Антонием столицы в Александрию. Он запугивал обывателей мнимым желанием Антония превратить Рим в египетскую провинцию. Антоний, в свою очередь, напоминал, что Октавиан практически не участвовал в битве при Филиппах, неоднократно нарушал данные им обещания, раздавал земельные наделы только своим солдатам и, наконец, отстранил от власти триумвира Лепида. Следуя традициям римских политических памфлетов, Марк затрагивал и тему личной жизни своего оппонента: Гай якобы вступал в незаконные связи с жёнами консулов, а свою дочь он якобы обещал в жёны варвару — вождю гетов. Наконец, Антоний поднял и вопрос о том, кого же следует считать настоящим наследником Цезаря: он акцентировал внимание на том, что Цезарион был родным сыном Цезаря, в отличие от приёмного сына Октавиана. Оба триумвира опирались на различные слои населения государства. Антоний вслед за Юлием Цезарем стремился вовлечь жителей провинций, не подвергшихся латинизации, в управление Римской республикой, и в его окружении всегда было много «варваров». Напротив, Октавиан целенаправленно подчёркивал свою приверженность традиционным римским ценностям и играл на националистических чувствах римлян, постоянно противопоставляя их «варварам». Как и многие эллинистические правители, Марк старался придать своей власти божественный оттенок, а себя сравнивал с богами (впрочем, первые шаги по сакрализации триумвира исходили от самих греков, когда зимой 41—40 годов до н. э. жители Эфеса провозгласили его новым Дионисом). Клеопатра поощряла ассоциации с богами, появляясь в образе Афродиты — любовницы Диониса в ряде мифов. Коренные египтяне связывали Марка с Осирисом. Впрочем, многих сторонников Антония из числа римлян и италиков постепенно отталкивало от него интенсивное заимствование восточного образа жизни и большое влияние Клеопатры на его политику. Около 34 года до н. э. Антоний провозгласил Цезариона соправителем Клеопатры, а между своими малолетними детьми от царицы разделил разные царства Востока, включая ещё незавоёванные: Александр Гелиос должен был стать царём Армении, Мидии и Парфии, Птолемей — Финикии, Сирии и Киликии (ранее Антоний передал Финикию Клеопатре, а Сирия пока оставалась римской провинцией), а Клеопатра Селена — Киренаики.
В 33 году до н. э. Антоний задумал вновь вторгнуться в Парфию и уже сосредоточил 16 легионов в Армении, но его остановили тревожные вести из Рима. Поэтому вместо нового восточного похода Марк встретился с Артаваздом Атропатенским, передал ему в управление часть Армении и несколько своих отрядов. По свидетельству Диона Кассия, Антоний также просил у Артавазда поддержки в грядущей войне с Октавианом, но правитель Атропатены отказался.
Антоний не контролировал ситуацию в метрополии, однако сохранял там значительное влияние. Несмотря на успехи Гая в словесных баталиях в Риме, Антония по-прежнему поддерживало немало сенаторов, видевших в нём меньшее зло по сравнению с мстительным Октавианом, уничтожавшим остатки республиканских свобод. На сторону Марка перешло немало его бывших врагов — сторонники Гнея Помпея в гражданскую войну 49-45 годов до н. э. и Секста Помпея, а также многие выжившие республиканцы. Когда Октавиан расселял 100 тысяч ветеранов в Италии, ему пришлось выселить сотни тысяч мелких землевладельцев, пополнивших ряды недовольных его политикой. С другой стороны, получившие землю ветераны поддерживали Октавиана, опасаясь пересмотра своих владений в случае прихода к власти Антония. Когда потребности ветеранов были удовлетворены, Октавиан счёл возможным на некоторое время снизить налоги, а для уменьшения безработицы (многие из потерявших землю фермеров так и не сумели найти работу) начал масштабное строительство в Риме и городах западных провинций. Сдержанное отношение к себе сенаторов Октавиан компенсировал возвышением талантливых сторонников — Агриппы, Мецената и прочих. Гая поддержали и многие богатые римляне. Впрочем, когда Октавиан ввёл новые налоги на содержание своей армии (в частности, подоходный налог в 25 % со всех свободных людей и единовременный налог в 12,5 % с имущества богатых вольноотпущенников), начались бунты, которые подавлялись армией.

## Битва при Акции и смерть

### Разрыв с Октавианом. Сбор войск в Греции (32 год до н. э.)
31 декабря 33 года до н. э. срок полномочий триумвиров истекал, и Октавиан объявил, что впредь он не намерен использовать триумвирскую власть. Антоний же направил в сенат письмо, в котором соглашался на отказ от использования власти триумвира в будущем при условии восстановления конституционного порядка, существовавшего до гражданских войн. На деле же он так и не сложил полномочий. Консулами 32 года до н. э. стали сторонники Антония Гней Домиций Агенобарб и Гай Сосий. Они потребовали законодательно утвердить все распоряжения Антония, включая передачу власти над восточными провинциями (Цезариона и детей Антония). Когда Созий попытался открыто выступить против Октавиана, тот окружил сенат и потребовал осудить Антония. Столкнувшись с открытой враждебностью Октавиана, оба консула и 300 сенаторов бежали к Марку, который вскоре организовал заседание «сената в изгнании» в Александрии. Юридический статус этого заседания был неясен, хотя бегство консулов ставило под сомнение легальность всех дальнейших действий Октавиана. Впрочем, Гай сделал консулами-суффектами своих друзей (таким образом, он фактически заявил о непризнании власти Агенобарба и Созия). Летом 32 года до н. э. Антоний развёлся с Октавией. Юридическое завершение брака (фактически Антоний уже давно жил с Клеопатрой, а Октавия оставалась в Риме) знаменовало решимость Антония не идти на компромисс с Октавианом. Впрочем, многие сторонники Антония видели в этом решении козни Клеопатры, и некоторые из них начали возвращаться в Рим. Двое перебежчиков — Тиций и Планк — рассказали Октавиану, что в завещании Антония содержатся противоречивые распоряжения, которые могли бы помочь Гаю в его пропагандистской кампании. Октавиан отобрал завещание у весталок и опубликовал его, нарушив не только законодательные, но и священные запреты. Согласно этому документу, Антония следовало похоронить в Александрии, Цезариона следовало признать законным наследником Цезаря вместо Октавиана, а большая часть имущества Антония, вопреки закону, отходила Клеопатре и её детям от Антония. Сумев разжечь антиегипетские настроения, в конце 32 года до н. э. Октавиан объявил войну Клеопатре. Полномочия Антония были аннулированы, как и утверждённое пять лет назад право Марка занять должность консула в 31 году до н. э. Впрочем, по одной из версий, завещание могло быть подделано или подкорректировано Октавианом. Вскоре Октавиан, не имевший никакой должности, которая позволяла ему командовать войсками, вынудил жителей всех западных провинций принести ему персональную клятву верности, аналогичную той, что солдаты приносили своему командиру.
К этому времени Антоний начал переправлять в Грецию свои легионы, войска Клеопатры и отряды союзных правителей. По количеству войск Октавиан немного уступал своему оппоненту: Марк располагал примерно 100 тысячами пехоты против 80 тысяч у Октавиана, в кавалерии противники были примерно равны. Флот Антония с учётом поддержки Клеопатры был больше, а его боевые корабли были крупнее судов Октавиана. Впрочем, Плутарх замечает, что на кораблях Марка ощущалась острая нехватка гребцов, которая не позволяла в полной мере использовать потенциал судов. При этом численность сухопутных войск Марка могла быть ещё большей, если бы Октавиан выполнил данное в Таренте обещание о передаче своему коллеге по триумвирату 20 тысяч солдат (см. раздел «Продление полномочий триумвиров. Парфянская экспедиция (37—36 годы до н. э.)»). Вместо этого он организовал поход в Иллирию, ставший оправданием для сохранения этих войск в строю на своей стороне. Немало войск Антонию прислали союзные правители — Полемон из Понта, Митридат из Коммагены, Котизон из Дакии. Ирод из Иудеи хотел отправить Антонию свой вспомогательный отряд, но из-за интриг Клеопатры, продолжавшей вмешиваться в дела Антония, остался на родине. Сама Клеопатра, впрочем, передала Антонию крупный флот и снабжала его армию продовольствием и деньгами. Огромная армия Антония перемещалась очень медленно (сам Марк нередко задерживался для участия в праздниках и фестивалях в свою честь), и войска собрались на побережье Ионического моря лишь к августу. Всё это время Антония сопровождала Клеопатра, хотя многие его соратники призывали вернуть царицу в Египет: помимо вмешательства в руководство армией, её присутствие могло негативно сказываться на поддержке Марка в Италии. Антоний не решился начать войну в истекающем году по ряду причин: во-первых, конец осени и зима считались неблагоприятным временем для морской навигации, во-вторых, его флота (800 кораблей, в том числе 300 транспортных судов) не хватало для единовременной транспортировки в Италию всех войск, в-третьих, Октавиан надёжно укрепил ближайшие к побережью Греции гавани Брундизия и Тарента, а остальные пригодные для высадки крупного десанта порты располагались значительно дальше. Из-за этого Антоний сначала отложил высадку в Италию, а затем принял решение укрепиться в Греции и дожидаться переправы Октавиана. Хотя античные авторы критиковали смену стратегии как якобы навязанную Клеопатрой, современные историки обычно считают такое решение дальновидным. Оборонительная стратегия имела свои преимущества: в отличие от Антония, Октавиан испытывал большие трудности с выплатой жалованья, а в случае переправы он чрезвычайно зависел бы от поставок продовольствия по морю. По-видимому, при организации зимовки и обороны Антоний учитывал опыт Помпея, едва не добившегося победы в 48 году до н. э. Впрочем, для поддержания морской блокады и обороны побережья Марку пришлось дробить войска и флот на части. Большая часть флота Антония зимовала в Амбракийском заливе вблизи мыса Акций, а остальные корабли были рассредоточены по другим гаваням западного побережья Греции.

### Кампании в Греции и Египте. Самоубийство Антония. Конец Республики (31—30 годы до н. э.)

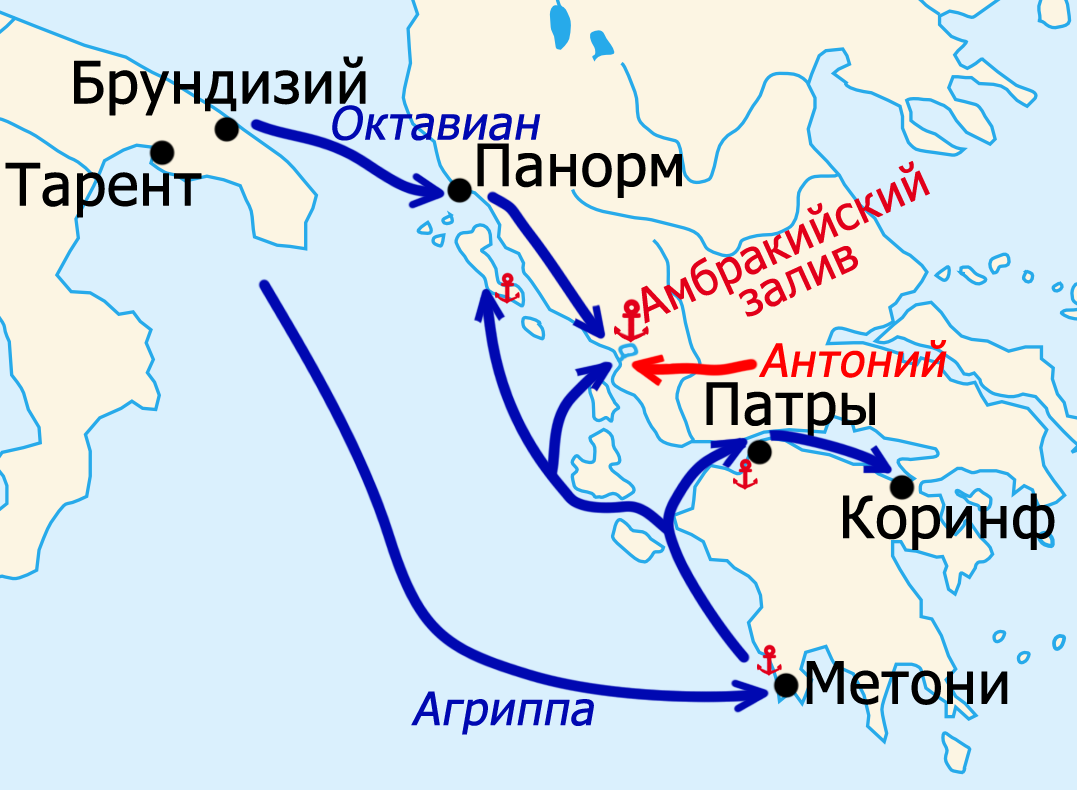
Кампания 31 года до н. э. в Греции до битвы при Акции. Красные якоря обозначают основные места зимовки флота Антония.
↗ — действия Антония
↗ — действия Октавиана и Агриппы

В самом конце зимы — начале весны 31 года до н. э. Марк Випсаний Агриппа неожиданно захватил один из южных оплотов Антония — Метони в Пелопоннесе. Марк, вероятно, ожидал нападения с севера, и внезапное нападение спутало его планы. Впрочем, затем корабли Агриппы начали нападать на города по всему западному побережью Греции, а Октавиан действительно высадился на севере, в Панорме. Октавиан при поддержке Агриппы привёл свои основные войска к месту зимовки флота Антония и захватил холм севернее пролива, соединявшего Амбракийский залив с Ионическим морем. Марк стянул большую часть армии на южный берег пролива, а затем переправился на северный берег и разбил там лагерь. Октавиан игнорировал все попытки Антония завязать сражение, хотя и был вынужден отбивать попытки антонианцев отрезать его от единственного источника пресной воды. Позиция Октавиана была весьма выгодной: его лагерь на холме, с доступом к морю и пресной воде не испытывал недостатка в снабжении, а Антонию пришлось разбить лагерь в болотистой местности, что вскоре привело к вспышке болезней. Пока Гай и Марк вели позиционную войну на узком перешейке, Агриппа захватил несколько важных баз Антония, лишив его египетского продовольствия и преимущества на море, а также установил блокаду Амбракийского залива, где находилась большая часть флота Антония.
Союзные Антонию правители начали переходить на сторону Октавиана, а позже стали перебегать и римляне. Последней надеждой Антония и Клеопатры стало морское сражение, которое состоялось уже при численном превосходстве Октавиана и Агриппы: у них было около 400 кораблей против 200—250 у Антония и Клеопатры. Решающая битва при Акции состоялась 2 сентября 31 года до н. э. В начале битвы основное сражение завязалось в северной части пролива. Благодаря этому Антонию и Клеопатре, командовавшими кораблями в центре, удалось прорваться. Они не стали атаковать Октавиана и Агриппу с тыла, и большая часть флота осталась запертой в Амбракийском заливе. По сообщению Плутарха, прорыв и попытка бегства Клеопатры стали для Антония неожиданностью, и он бросился за ней. Весь флот он оставил на произвол судьбы, хотя исход битвы на море оставался неясен. Впрочем, обманные манёвры на севере и прорыв в центре могли быть частью изначального плана Антония и Клеопатры. Исход битвы каждая сторона трактовала в свою пользу: Антоний и Клеопатра прорвали блокаду, но потеряли большую часть флота и связь с войсками в Греции (число жертв было невелико из-за большого числа сдавшихся). Когда Антоний попытался связаться с оставленными в Азии войсками, эти солдаты уже перешли на сторону Октавиана, и Марку пришлось возвращаться в Александрию.

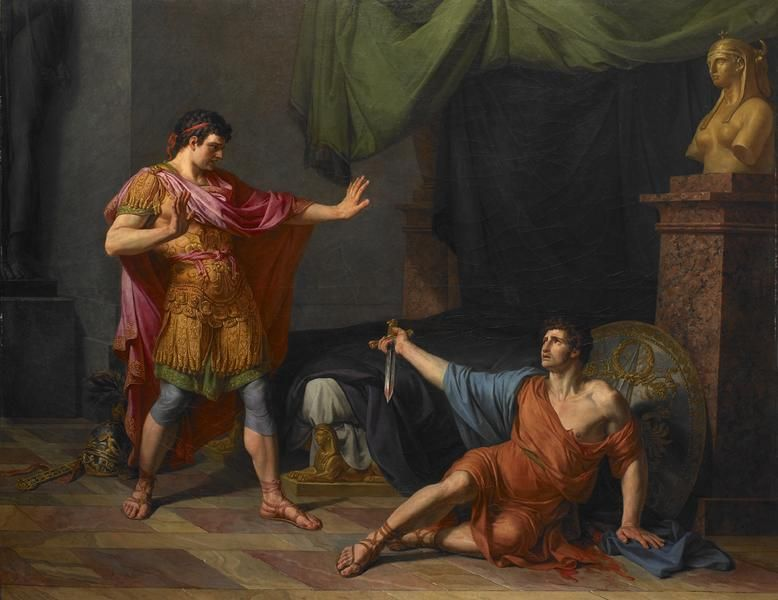
Анисе Лемонье. Смерть Антония (1780-е)

Октавиан задержался из-за дел в Италии, а в следующем году напал на Египет. Антоний почти потерял надежду на спасение, проводя всё время с Клеопатрой. Впрочем, он попытался отразить нападение Октавиана (сам Гай наступал с востока, а другая часть его войск атаковала Египет с запада, из Киренаики) и даже выиграл одну битву. Несмотря на некоторые успехи Антония, 1 августа его корабли перешли на сторону противника в александрийской гавани, а сухопутные войска проиграли сражение. Вскоре Александрия пала. В сложной обстановке Антоний не знал о происходящем в царском квартале. Внезапно к нему начали поступать донесения, будто Клеопатра покончила жизнь самоубийством (впрочем, Плутарх пишет, что эти слухи распространяла сама царица). Дальнейшие подробности с известной долей драматизации описаны у Плутарха. В частности, греческий историк пишет, что когда Антоний приказал своему рабу Эроту заколоть своего хозяина, он вместо этого убил себя. После этого Антоний попытался заколоть себя мечом, но кровотечение из раны оказалось не очень сильным, и Марк прожил ещё несколько часов. По сообщению Плутарха, раненый Антоний вскоре узнал о том, что царица жива. Его перетащили во дворец и подняли на верёвках в покои забаррикадировавшейся Клеопатры. Здесь он скончался в объятиях царицы вечером 1 августа 30 года до н. э.
Через несколько дней Клеопатра также покончила жизнь самоубийством, не желая отправляться на триумфальную процессию Октавиана в Рим, и Октавиан присоединил Египет к римским владениям. Гай казнил старшего сына Антония, Марка Антония Антилла, а затем и Цезариона. Остальных его детей приютила и воспитала Октавия (см. раздел «Личная жизнь»). Октавиан после возвращения в Рим сконцентрировал в своих руках всю полноту власти и правил 44 года. События между 31 и 27 годами до н. э. традиционно считаются временем падения Римской республики и начала Римской империи, а сам Октавиан рассматривается первым римским императором в современном значении этого слова.
По свидетельству Диона Кассия, Антония и Клеопатру забальзамировали по египетскому обычаю и похоронили в одной могиле. В 2009 году группа египетских археологов заявила о приблизительной локализации захоронения Антония и Клеопатры возле храмового комплекса западнее Александрии.

## Личность

### Внешний вид. Общие характеристики
По словам Плутарха, Антоний «…обладал красивою и представительной внешностью. Отличной формы борода, широкий лоб, нос с горбинкой сообщали Антонию мужественный вид и некоторое сходство с Гераклом, каким его изображают художники и ваятели». Его портреты на монетах позволяют добавить ещё два штриха к внешности триумвира — тяжёлый подбородок и крупную шею. Плутарх замечает, что Марк умел добиваться расположения солдат, которыми он командовал.

### Личная жизнь
Первой женой Антония стала Фадия, дочь богатого вольноотпущенника, причём Марк, вероятно, вступил в брак по расчёту (см. раздел «Молодость»). Единственный источник, который знает о Фадии — Цицерон. Он упоминает и о детях от этого брака. Возможно, к 44 году до н. э., когда относятся последние упоминания о Фадии, она и все её дети умерли. Биограф Антония Плутарх о Фадии не знает, а всего он насчитал семь детей от трёх жён Марка, включая Клеопатру. В попытках разрешить противоречия источников Элеанор Хьюзар допускает, что брак так и не был оформлен юридически, но Марк признал детей от сожительства с Фадией.

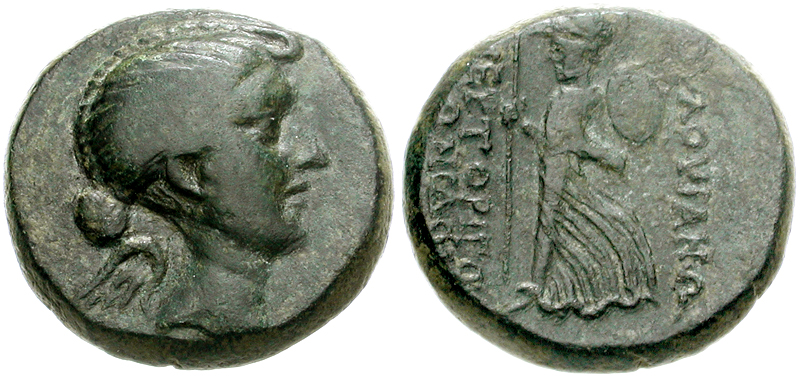
Фульвия на фригийской монете 41—40 годов до н. э.

Примерно после 55 года до н. э. Антоний вступил во второй брак. Его женой стала двоюродная сестра Антония Гибрида, дочь Гая Антония Гибриды. Между 54 и 49 годами до н. э. у них родилась дочь Антония. В 47 году до н. э. Марк развёлся с ней по обвинению в измене с Долабеллой (см. раздел «Управление Италией. Опала»). В 44 году до н. э. он договорился с Лепидом о браке своей дочери и его сына, когда они вырастут. Впрочем, в 34 году до н. э. Марк расторг помолвку с попавшим в опалу Лепидом и выдал дочь за Пифодора, богатого грека из Тралл (современный Айдын). Потомки их дочери некоторое время правили рядом восточных царств, а до IV века непрерывно управляли Боспорским царством.
В 47 году до н. э., вскоре после развода с Антонией, Марк женился на своей давней любовнице Фульвии. Её предыдущими мужьями были друзья Марка — Клодий и Курион. У пары родилось двое детей — Марк Антоний Антилл и Юл Антоний. Последний получил необычное для римлян имя в честь убитого Юлия Цезаря. Античные авторы характеризуют новую жену Марка как волевую честолюбивую женщину, которая манипулировала всеми своими мужьями.

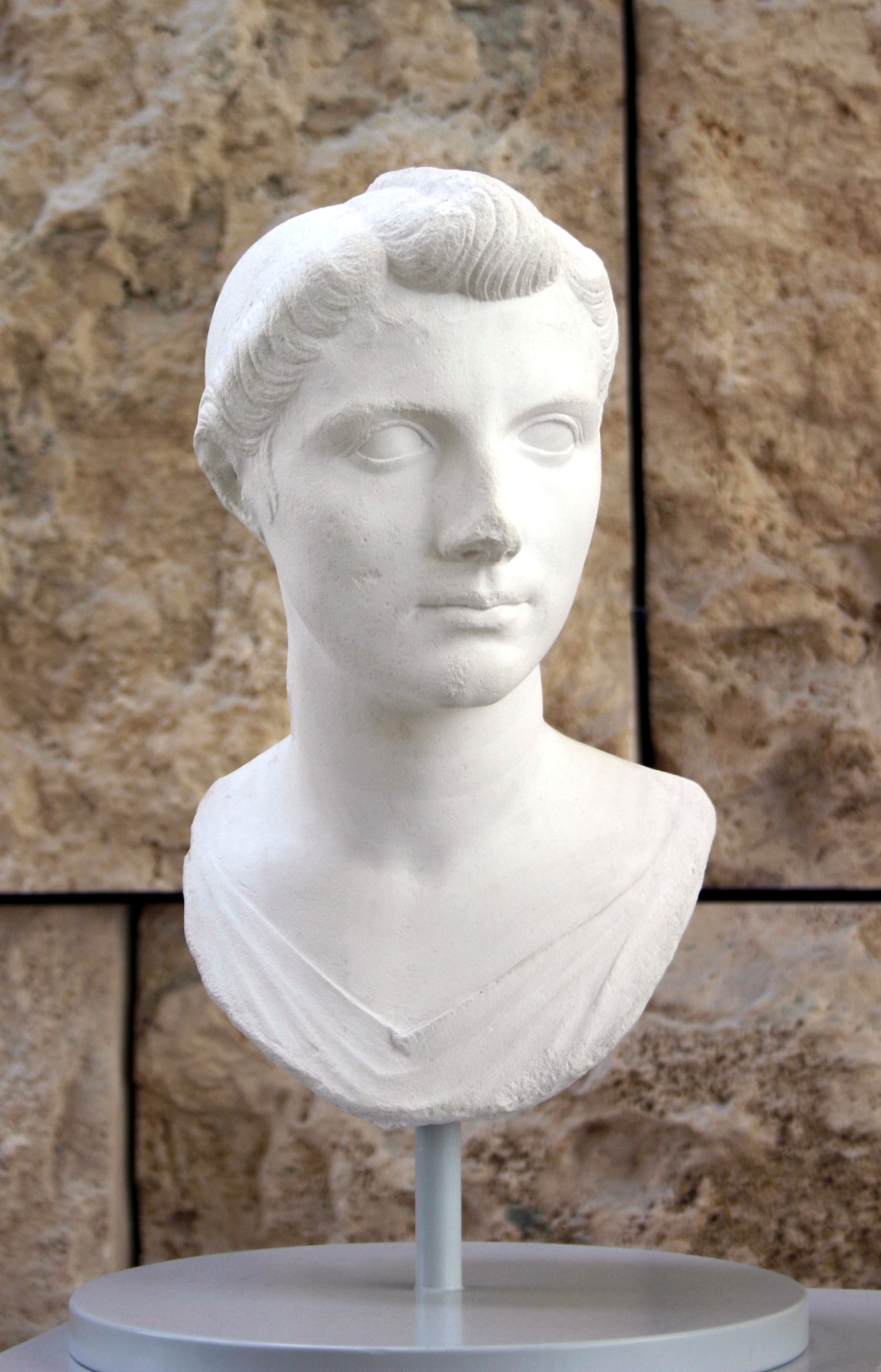
Октавия Младшая

В 40 году до н. э. Фульвия, высланная из Италии после Перузинской войны, умерла в Сикионе в Пелопоннесе. Октавиан воспользовался этой ситуацией и скрепил новый договор с Антонием браком Марка на своей сестре. Октавия родила Антонию двух дочерей. Большую часть времени Марк проводил не с ней (Октавия обычно оставалась в Риме, в то время как Антоний не появлялся в столице после 39 года до н. э.), а с Клеопатрой. Поэтому когда в конце 30-х годов до н. э. Гай попытался обвинить Марка ещё и в нарушении супружеских обетов, Октавия попросила брата не делать её пешкой в своей политической игре. Впрочем, когда Антоний развёлся с ней, римляне, по словам Плутарха, недоумевали, ведь Клеопатра была «не красивее и не моложе Октавии». Греческий историк также сообщает, что египетская царица старалась всячески привязать к себе Антония и оклеветать Октавию.
Всех выживших детей Антония после его самоубийства воспитала Октавия. Нескольких дочерей Антония она, пользуясь близостью к римскому императору, сумела выдать за видных сторонников Октавиана и правителей союзных царств. От брака Друза Старшего и Антонии Младшей родились Германик и Клавдий, ставший императором в 41 году. Среди детей Германика были император Калигула и Агриппина Младшая. Последняя вышла замуж за Гнея Домиция Агенобарба, сына Антонии Старшей. Вскоре Агриппина вышла замуж за Клавдия и вынудила его усыновить своего сына от первого брака. В 54 году её сын, известный как Нерон, стал римским императором.
Политические противники обвиняли Антония в гомосексуальном поведении по крайней мере в молодости. Главный источник по этому вопросу — Цицерон — во второй филиппике обвинил Антония в занятии проституцией, причём основным его клиентом оратор называл его друга Куриона, а самого Антония сравнил и с женщиной, и с «купленным для удовлетворения похоти» рабом. При этом Цицерон порицает не сами гомосексуальные контакты, а пассивную роль в них. В римском представлении приемлемыми для мужчины считались любые действия в «проникающей» роли вне зависимости от пола партнёра. Напротив, пассивная роль мужчины считалась достойной порицания. Плутарх замечает, что Антоний совершенно спокойно относился к любым намёкам о своей личной жизни, в отличие от Цезаря, приходившего в ярость от любого упоминания о своей связи с царём Никомедом. Впрочем, это были типичные уничижительные обвинения, которые теряли влияние ввиду их чрезмерного употребления Цицероном. Они являются скорее результатом накопившегося гнева Цицерона, нежели словами, основанными на фактах.
На неправдоподобность указывает и то, что они появились лишь спустя шестнадцать лет, именно в данной политической ситуации, и раньше не было даже никаких подозрений в таком поведении Антония; кроме того, эти слухи не подтверждаются иными источниками и не закрепились в римском обществе.

### Антоний и Клеопатра

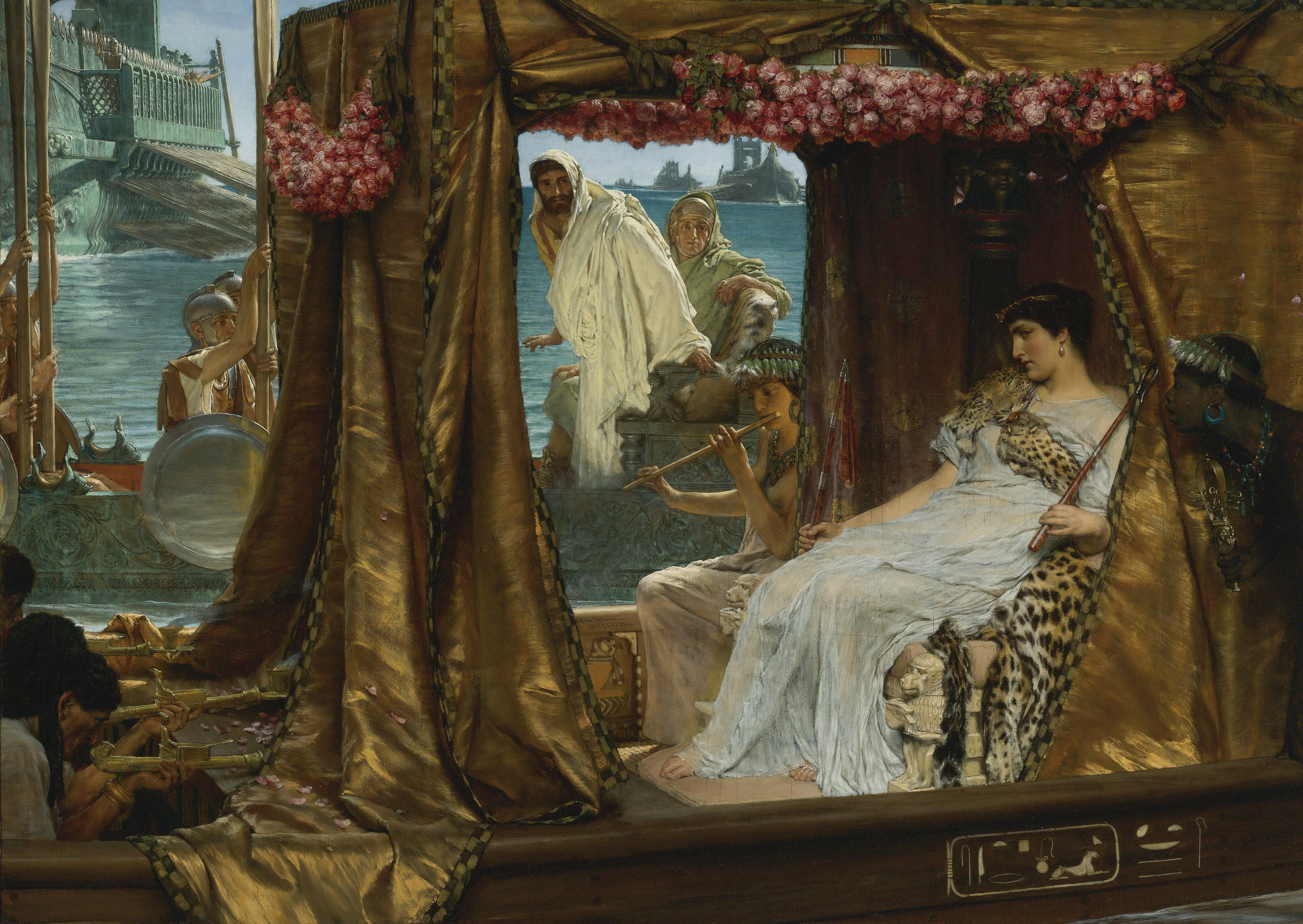
Встреча Антония и Клеопатры в 41 году до н. э. 1883, частное собрание

История отношений Антония и Клеопатры полна романтических подробностей, придуманных ещё в античную эпоху, однако в её основе лежат реальные события. Как замечает Эдриан Голдсуорси, в массовом сознании Клеопатра начала восприниматься как более важный персонаж по сравнению с реальностью, а Антоний, наоборот, скорее ушёл в тень, и его обычно вспоминают в связке с более известной царицей.
Клеопатра родила Антонию трёх детей — двойняшек Александра Гелиоса и Клеопатру Селену (Гелиос — древнегреческий бог Солнца, Селена — богиня Луны). Впоследствии у неё появился и третий ребёнок от Марка — Птолемей Филадельф. После развода с Октавией в 32 году до н. э. Антоний узаконил свой брак с египетской царицей, хотя по римским представлениям он не считался полностью законным.

## Образ Антония в культуре, искусстве и историографии

### Память об Антонии в императорскую эпоху
Варварской мощью силён и оружьем пёстрым Антоний,

Берега алой Зари и далёких племён победитель:

В битву привёл он Египет, Восток и от края вселенной

Бактров; с ним приплыла — о нечестье! — жена-египтянка.

<…>

Войску знак подаёт царица египетским систром

И за спиной у себя не видит змей ядовитых.

Чудища-боги идут и псоглавый Анубис с оружьем

Против Нептуна на бой и Венеры, против Минервы.

<…>

Сверху взирая на бой, Аполлон Актийский сгибает

Лук свой, и в страхе пред ним обращается в бегство Египет,

Следом инды бегут и арабы из Савского царства.
После самоубийства Антония Октавиан остался без политических противников и приложил много усилий для популяризации своего образа — «восстановителя республики». Со временем началась фактическая реабилитация многих оппонентов его приёмного отца и его собственных — Катона Младшего, Гнея Помпея, Цицерона, даже Брута. Однако Антоний по-прежнему оставался врагом, а все следы его пребывания стирались из информационного поля: его имя начали стирать из посвятительных и даже официальных надписей (в частности, из консульских фаст), все следы сделанных ранее почестей уничтожались, заложенный Клеопатрой храм в честь Антония после завершения перепосвятили Октавиану. Имя Антония ни разу не упоминалось в декрете о новых почестях Октавиану по случаю самоубийства Марка. День его рождения стал считаться официально проклятым, а всем мужчинам из рода Антониев законодательно запретили носить преномен — личное (первое) имя — Марк. Об отношении простых римлян к поражению Антония известно немного. Записанная Макробием в «Сатурналиях» история позволяет говорить об их готовности к любому исходу кампании 31 года до н. э. По словам римского автора, после битвы при Акции люди, желавшие продемонстрировать своё преклонение перед победителем и надеявшиеся на щедрое вознаграждение, начали дарить ему птиц, повторявших заученные похвалы в честь Октавиана. Впрочем, выяснилось, что один из дарителей заранее подготовил и другую птицу — вместо «Да здравствует Цезарь, победитель, император!» она повторяла «Да здравствует победитель император Антоний!»
Главные источники по биографии Антония написаны греками — Плутархом (его биография Антония — одна из самых крупных среди всех «Сравнительных жизнеописаний»; кроме того, немало ценных свидетельств содержат и биографии современников Антония), Аппианом (его «Гражданские войны» доведены до 35 года до н. э., а последующие книги не сохранились) и Дионом Кассием. Современный биограф Антония Элеанор Хьюзар разделила литературные свидетельства об Антонии на три группы по политической позиции авторов — свидетельства в целом враждебных Марку республиканцев (правда, некоторые из них перешли на сторону Антония после битвы при Филиппах), информация, оставленная сторонниками Октавиана и свидетельства приверженцев Антония. Среди свидетельств авторов-республиканцев наиболее важной является информация Цицерона. Очень ценным, несмотря на крайнюю предвзятость, источником являются четырнадцать сохранившихся «филиппик» против Антония. Сохранилось также два письма Антония к Цицерону (датируются 49 и 44 годами до н. э.) и одно письмо Цицерона к Антонию (44 год до н. э.). При этом переписка двух непримиримых врагов носит подчёркнуто вежливый характер. Свидетельства авторов враждебной Антонию традиции сохранились эпизодически. В автобиографии Октавиан не называет Антония по имени, упоминая лишь об абстрактном противнике. Более полные мемуары Октавиана, развёрнуто выражавшие официальную точку зрения на события гражданских войн, дошли до наших дней лишь в незначительных фрагментах. В них будущий император изображается последовательным республиканцем. Многочисленные сочинения, восхвалявшие Октавиана, создавались талантливыми литераторами из ближайшего окружения императора. Авторы эпохи Августа нередко концентрировали свою критику на Клеопатре, одновременно подчёркивая её огромное влияние на Антония. В частности, Вергилий в Энеиде сравнивает битву при Акции с войной римских богов с чужеземными божествами (см. врезку справа). Сторонников Антония известно немного. Ни одно из этих сочинений не сохранилось до наших дней, хотя некоторые из них читали в античную эпоху. По-видимому, большую часть литературы, симпатизировавшей Марку, целенаправленно уничтожали по приказанию Октавиана и Тиберия (в частности, были уничтожены сочинения Кассия Севера, Тита Лабиена, Тимагена Александрийского). Сохранились сочинения сторонников Антония, перешедших на сторону Октавиана, среди которых выделяется историк Гай Азиний Поллион. Хотя его сочинение не сохранилось, по отзывам древних авторов реконструируется враждебное отношение к Цицерону и нейтральное описание действий Антония. Впоследствии сочинение Поллиона служило важным источником для всех авторов, которые желали узнать точку зрения о событиях гражданских войн, отличную от официальной.
Что погубило Марка Антония, человека великого и с благородными задатками, что привело его к чужеземным нравам и неримским порокам, как не пьянство и не страсть к Клеопатре, не уступавшая страсти к вину? Оно и сделало его врагом государства, и притом слабейшим, чем его враги, оно и усугубило его жестокость, когда к нему за обедом приносили головы первых в Риме мужей, когда он среди изобилия яств, среди царской роскоши пытался узнавать лица и руки убитых по спискам, когда, напившись вином, он жаждал крови.
Сохранившиеся почти целиком сочинения Валерия Максима и Веллея Патеркула характеризуются следованием официальной точке зрения, демонизировавшей Антония и восхвалявшей Октавиана (в частности, Веллей Патеркул отрицал участие Октавиана в подготовке проскрипций, перелагая всю вину на Антония и Лепида). Книги «Истории» Тита Ливия, описывающие события конца I века до н. э., сохранились лишь в кратких извлечениях, однако благодаря популярности сочинения известно немало подробностей о содержании утерянных книг. Ливий был известен сдержанным отношением к принципату, однако его похвалы удостоились не Антоний с Клеопатрой, а Помпей, Кассий и Брут. Его отношение к Марку Антонию было в целом враждебным — в этом вопросе он скорее присоединялся к придворной историографии. Сохранились небольшие отрывки сочинения Рабирия, воспевавшего победу Октавиана над Антонием, а также фрагмент исторической поэмы Корнелия Севера, критиковавшей Антония за внесение в проскрипционный список Цицерона.
Императоры Калигула и Клавдий — потомки Антония — попытались смягчить образ Марка в глазах современников. Им не удалось восстановить репутацию своего предка в полной мере, и Сенека считал Антония образцом пьяницы у власти. После пресечения династии Юлиев-Клавдиев стало возможным свободное высказывание независимых мнений об Октавиане и Антонии. К этому времени относится, в частности, биография Антония авторства Плутарха — важнейший источник о жизни Марка. Помимо использования широко распространённых материалов, Плутарх применял сочинения благожелательно относящейся к Антонию греко-египетской традиции, а также опирался на сведения, которые рассказывали его дед и прадед. Греческий автор ставил целью раскрыть характер описываемых персонажей, и его оценка Антония была противоречивой. Он высоко оценивал щедрость Антония и его способности, позволившие ему возвыситься. Грек Плутарх также не понимает, почему Антония попрекали браком с Клеопатрой — одним из самых могущественных правителей своего времени. Одновременно он ставит Марку в вину намерение «поработить римский народ» и упоминает разгульный образ жизни, пренебрежение государственными и военными делами из-за Клеопатры. Биограф Цезаря и Октавиана Светоний достаточно краток в освещении деятельности Антония, но его свидетельства особенно ценны использованием важных документов. Историки II века Аппиан и Дион Кассий опирались на богатую источниковую традицию и выработали независимые оценки. Для Аппиана, родом александрийца, Антоний не кажется враждебным; впрочем, в этом заслуга скорее Азиния Поллиона, которого он использовал в качестве основного источника. Дион Кассий критикует Марка, но не повторяет обвинения, сделанные ещё в правление Октавиана. Историк Флор, опиравшийся на Ливия, всецело поддерживает первого императора.

### Средние века, Новое время, современность

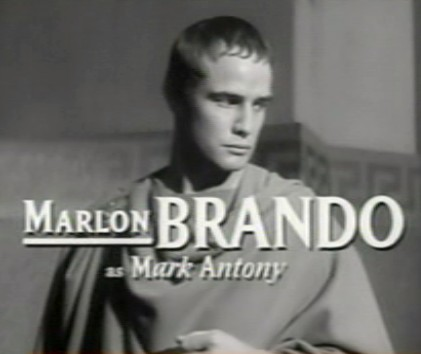
Марлон Брандо в роли Марка Антония в фильме 1953 года «Юлий Цезарь»

В Средние века об Антонии знали немного, поскольку его биография авторства Плутарха, а также сочинения Аппиана и Диона Кассия не были переведены на понятный в Западной Европе латинский язык. В частности, Данте не упоминает его в «Божественной комедии», хотя он знает и Брута с Кассием, и Клеопатру («грешную блудницу»). С переводом биографии Плутарха в середине XV века наблюдается всплеск интереса к этому герою. В конце XVI—XVII веках романтическую историю неоднократно адаптировали для сценических постановок. Среди самых известных драматических произведений с участием Антония — трагедия Робера Гарнье «Марк Антоний» (1578), трагедии Уильяма Шекспира «Юлий Цезарь» и «Антоний и Клеопатра», героическая драма Джона Драйдена «Всё для любви» (1677). При этом они следовали античным источникам: в частности, Шекспир активно использовал биографию Плутарха.

### В кино
Вскоре после изобретения кинематографа появились первые экранизации популярной любовной истории Антония и Клеопатры, причём в основе сценариев фильмов обычно лежала пьеса Шекспира «Антоний и Клеопатра». В 1912 году в США был снят кинофильм «Клеопатра» режиссёра Чарльза Гэскилла (в роли Марка Антония — Чарльз Синделар). В следующем году в Италии Энрико Гуаццони снял фильм «Марк Антоний и Клеопатра». Несмотря на классический сюжет, лента содержала немало аллюзий на недавно завершившуюся итало-турецкую войну за Ливию. В 1917 и 1934 годах в США было снято два одноимённых фильма «Клеопатра». Последний (один из ранних звуковых фильмов), поставленный режиссёром Сесилем де Миллем с Генри Вилкоксоном в роли Антония, перенёс на экран многие современные штампы об отношениях Марка с египетской царицей. С наступлением эпохи «пеплумов» после Второй мировой войны роль Антония нередко исполняли известные актёры: молодой Чарлтон Хестон сыграл в экранизации 1950 года другой пьесы Шекспира «Юлий Цезарь», в 1953 году роль Антония в фильме «Юлий Цезарь» Джозефа Манкевича исполнил Марлон Брандо, а Ричард Бёртон составил пару Элизабет Тейлор в «Клеопатре» 1963 года — самом высокобюджетном фильме своего времени. Последняя лента частично переосмыслила личность Антония: в ней Марк представлен неудачником, который постоянно пытается повторить путь Цезаря, но всюду терпит провал. Провал «Клеопатры» в прокате обусловил длительное отсутствие новых фильмов с участием Антония. Лишь в 1999 году был снят телефильм «Клеопатра» с Билли Зейном в роли Антония, а в 2005—2007 годах было снято два сезона телесериала «Рим», повествующего о событиях 50—30 годов до н. э. Роль Марка Антония, одну из важнейших в сериале, исполнил Джеймс Пьюрфой.